# Philippinen

Großes Siegel der Republik der Philippinen

Die Philippinen ([filɪˈpiːnən], amtlich Republik der Philippinen, Filipino Republika ng Pilipinas [ˌpɪlɪˈpinɐs], englisch Republic of the Philippines, spanisch República de Filipinas) sind ein Staat und Archipel mit 7641 Inseln im westlichen Pazifischen Ozean und gehören zu Südostasien. Sie bilden den fünftgrößten Inselstaat der Welt nach Fläche. Mit rund 110 Millionen Einwohnern sind die Philippinen der vierzehntgrößte Staat der Welt. Die Bevölkerung besteht aus dutzenden verschiedenen Ethnien und Kulturen.
Die Philippinen wurden ursprünglich von Negritos, später von Austronesiern besiedelt. Seit der Ankunft von Ferdinand Magellan wurde das Land von Spanien kolonisiert. Seinen Namen erhielt das Land von dem spanischen Entdecker Ruy López de Villalobos, der die Inseln zu Ehren des spanischen Infanten Philipp Las Islas Filipinas nannte. In den folgenden mehr als 300 Jahren spanischer Herrschaft setzte sich auch der Katholizismus in den Philippinen durch, weshalb die Philippinen heute neben Osttimor der einzige asiatische Staat mit katholischer Bevölkerungsmehrheit sind. 1896 begann die Philippinische Revolution, die 1899 zur Ersten Philippinischen Republik führte, die allerdings nur zwei Jahre lang Bestand hatte und mit der Niederlage im Philippinisch-Amerikanischen Krieg endete. Die Philippinen waren daraufhin mehrere Jahrzehnte von den Vereinigten Staaten kontrolliert. Im Zweiten Weltkrieg waren die Inseln zwischenzeitlich vom Japanischen Kaiserreich besetzt. Nach Ende des Krieges erlangte das Land 1946 endgültig seine Unabhängigkeit von den Vereinigten Staaten.
Die seitherige Geschichte der Demokratisierung des Landes ist wechselhaft. Von 1972 bis 1986 wurde das Land diktatorisch von Ferdinand Marcos regiert. Seit der EDSA-Revolution 1986 wechselten die Machtverhältnisse im Land mehrfach und damit auch die Zustände von Demokratie, Menschenrechten und Korruption. Nach der Wahl von dessen Sohn, Ferdinand Marcos Jr., genannt Bongbong, zum Präsidenten 2022 blieb die Menschenrechtssituation weiterhin schlecht.

## Geographie

### Allgemein

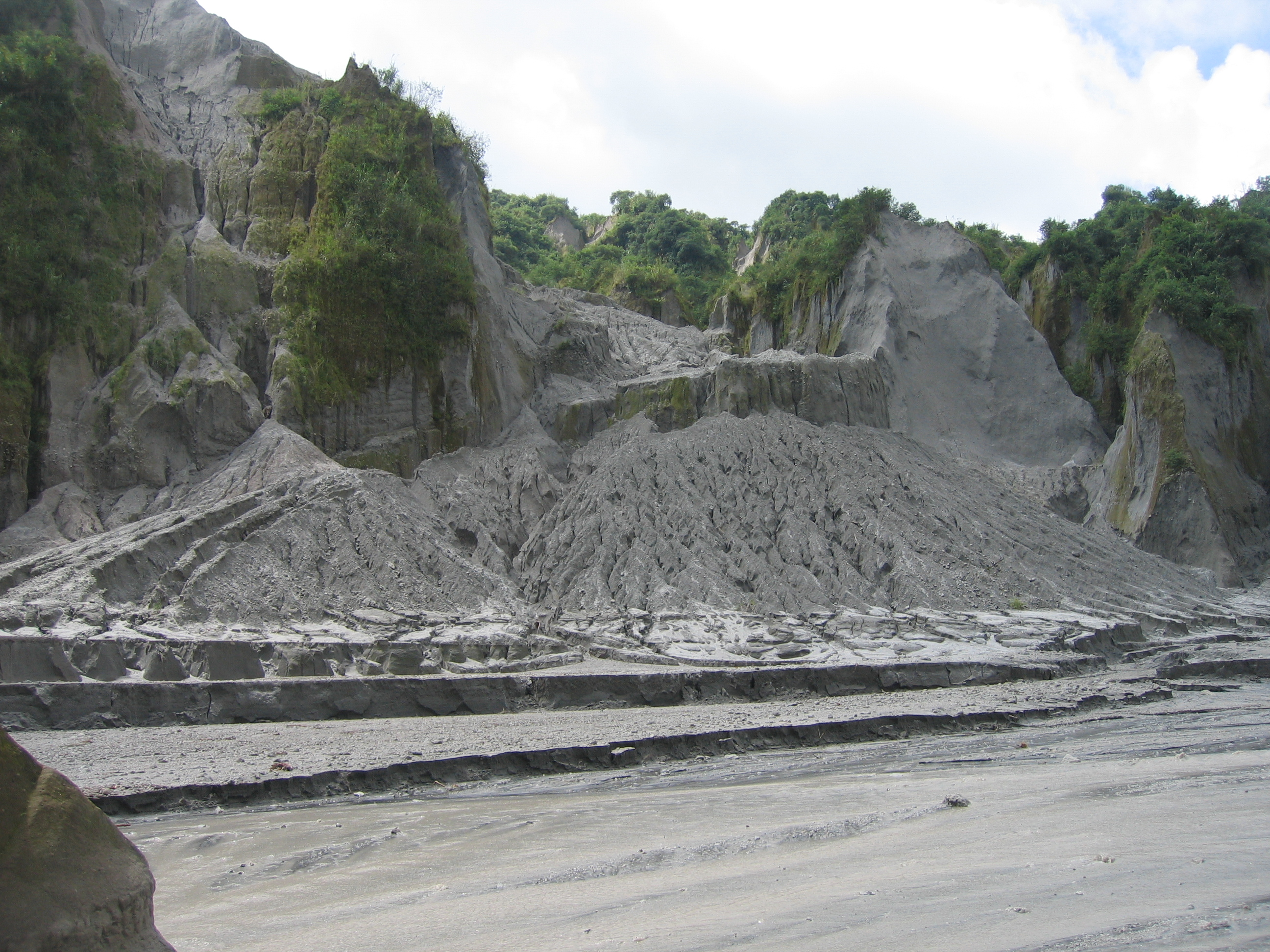
Vulkan Pinatubo

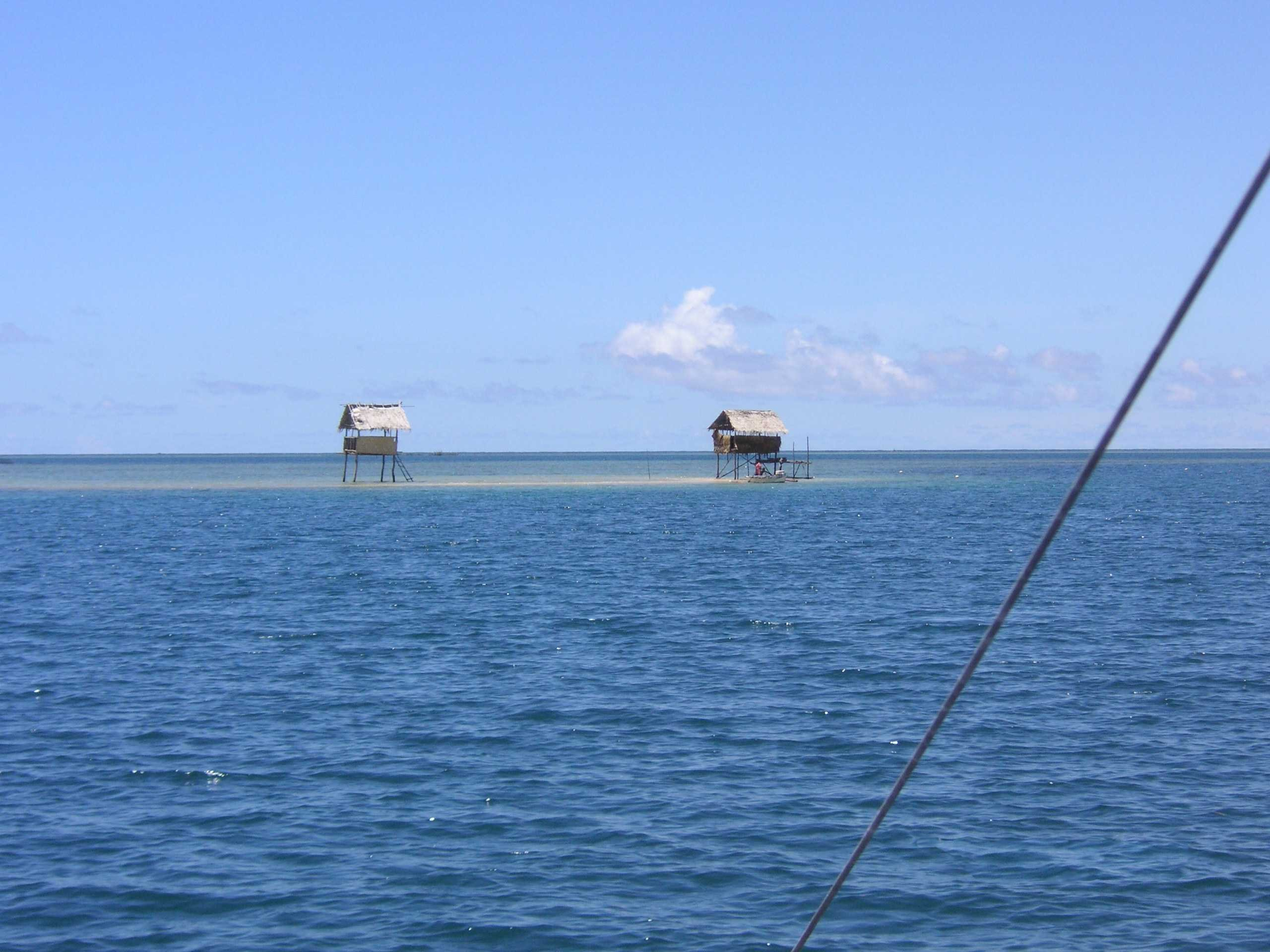
Pfahlbauten im Meer

Das Südchinesische Meer trennt die Inselgruppe im Westen von Vietnam, die Sulusee im Südwesten von Malaysia, die Celebessee im Süden von Indonesien. Im Osten erstreckt sich die Philippinensee.
Der Archipel erstreckt sich vom 5. bis 21. Grad nördlicher Breite und vom 117. bis 125. Grad östlicher Länge.
Die Philippinen bestehen aus insgesamt 7641 Inseln, von denen 3144 mit einem Namen benannt und etwa 880 bewohnt sind. Von den Inseln haben 13 Inseln eine Fläche von mehr als 1000 km², 47 Inseln haben eine Fläche von mehr als 100 km² und 357 Inseln sind größer als 2,5 km². Von den Inseln haben lediglich elf eine Fläche von mehr als 2500 km²; die größten sind Luzon, Mindanao, Samar, Negros, Mindoro, Panay und Palawan. Auf den Inseln fließen insgesamt 421 größere Flüsse, und es gibt 79 natürliche Seen. Die Küstenlänge der Philippinen beträgt 36.289 Kilometer.
Der Archipel wird allgemein in drei Großregionen unterteilt:
- die Inselgruppe Luzon im Norden und Westen, die maßgeblich aus den Inseln Luzon, Masbate, Mindoro und Palawan besteht
- die Inselgruppe der Visayas in der Mitte, die unter anderem die Inseln Panay, Negros, Cebu, Leyte, Samar und Bohol umfasst
- die Inselgruppe Mindanao im Süden, die sich unter anderem aus der Insel Mindanao, der Insel Basilan sowie dem Sulu-Archipel mit der Insel Jolo zusammensetzt.

Im Kern sind die Inseln die Spitzen von über den Meeresspiegel aufragenden submarinen Gebirgsketten, an der Grenze zweier Kontinentalplatten, der Philippinischen und der Eurasischen. Großräumig gesehen sind die Philippinen Teil des Pazifischen Feuerrings mit Erdbeben und Vulkanismus als häufigen Begleiterscheinungen dieser Lage an der Plattengrenze. Es existieren derzeit etwa 20 aktive Vulkane, von denen der Mayon und der Taal – beide auf Luzon gelegen – in den letzten Jahren besondere Aktivität zeigten. Der Ausbruch des Pinatubo 1991 war der weltweit zweitstärkste des 20. Jahrhunderts. Die höchste Erhebung der Philippinen ist der Berg Apo. Östlich der Inselgruppe verläuft der Philippinengraben, mit einer Tiefe von bis zu 10.540 m einer der tiefsten Tiefseegräben der Erde. Als Folge von Seebeben können riesige Flutwellen, die Tsunamis, an den Außenriffen der Philippinen entstehen.
Zwischen den Inseln befindet sich eine Vielzahl von Binnenmeeren und Golfen, die durch Meerstraßen verbunden sind. Die wichtigsten Binnenmeere sind Sibuyan-See, Samar-See, Visayas-See, Mindanaosee und Camotes-See.

### Inseln
Nachfolgend werden alle Inseln aufgelistet, die größer als 200 km² sind.
| Name der Insel | Fläche in km² | Anmerkungen                                                                    |
| -------------- | ------------- | ------------------------------------------------------------------------------ |
| Luzon          | 109.965       | sechzehntgrößte Insel der Erde Von der Einwohnerzahl her weltweit auf Platz 4. |
| Mindanao       | 97.530        | neunzehntgrößte Insel der Erde                                                 |
| Negros         | 13.074        | Größte Insel der Visayas                                                       |
| Samar          | 12.849        |                                                                                |
| Palawan        | 12.189        | (Inselprovinz: Insel ganz zu einer Provinz)                                    |
| Panay          | 12.011        |                                                                                |
| Mindoro        | 10.572        |                                                                                |
| Leyte          | 7368          |                                                                                |
| Cebu           | 4468          | (Inselprovinz)                                                                 |
| Bohol          | 3821          | (Inselprovinz)                                                                 |
| Masbate        | 3268          |                                                                                |
| Catanduanes    | 1523          | (Inselprovinz)                                                                 |
| Basilan        | 1265          | Größte Insel des Sulu-Archipels                                                |
| Marinduque     | 920           | (Inselprovinz)                                                                 |
| Busuanga       | 890           | Größte der Calamian-Inseln                                                     |
| Jolo           | 869           |                                                                                |
| Tablas         | 844           |                                                                                |
| Dinagat        | 769           |                                                                                |
| Polillo        | 629           | Größte Insel des Polillo-Archipels                                             |
| Tawi-Tawi      | 581           |                                                                                |
| Guimaras       | 560           | (Inselprovinz)                                                                 |
| Biliran        | 536           | (Inselprovinz)                                                                 |
| Sibuyan        | 465           |                                                                                |
| Burias         | 417           |                                                                                |
| Siargao        | 416           |                                                                                |
| Culion         | 389           |                                                                                |
| Siquijor       | 334           | (Inselprovinz)                                                                 |
| Ticao          | 332           |                                                                                |
| Dumaran        | 322           | Dumaran ist auch der Name einer Stadtgemeinde (in der Provinz Palawan).        |
| Balabac        | 319           |                                                                                |
| Camiguin       | 255           | (Inselprovinz)                                                                 |
| Samal          | 254           | siehe Island Garden City of Samal                                              |
| Panaon         | 216           |                                                                                |

### Klima
Das Klima der Philippinen wird vor allem durch die Nähe zum Meer geprägt, denn kein Ort ist weiter als 200 km von der Küste entfernt. Das Klima der Philippinen lässt sich als zumeist tropisch und in den höheren Lagen der Gebirge als subtropisch bezeichnen. Am Berg Pulag fällt in den kalten Jahreszeiten gelegentlich sogar Schnee. Die durchschnittliche Jahrestemperatur in den Philippinen wird mit 26,5 °C angegeben. Die Effektive Klimaklassifikation der Philippinen wird in dem von Wladimir Peter Köppen entwickelten System als Tropische Klimate charakterisiert.
Taifune und tropische Stürme treten in den Philippinen das gesamte Jahr auf, wobei hier eine klare Zweiteilung des Landes erkennbar ist. Der nördliche und östliche Teil der Inselgruppe wird in den Monaten Juli bis September regelmäßig von zum Teil heftigen Taifunen heimgesucht, die Windgeschwindigkeiten von über 250 km/h erreichen können (der Taifun Haiyan im November 2013 beispielsweise hatte Spitzenwerte von 315 km/h). Der Rest der Inselgruppe wird über das Jahr von zum Teil heftigen tropischen Stürmen heimgesucht, die zum Teil große Regenmengen über den Landmassen niedergehen lassen. Die jährlichen Niederschlagsmengen fallen sehr unterschiedlich aus. Die niedrigsten Niederschlagsmengen fallen in der Region um General Santos mit 965 mm und höchsten in der Region um Infanta mit 4.064 mm und in den zentralen und östlichen Teilen der Insel Luzon.

#### Klimazonen
Um die regionalen Klimata zu bestimmen, wurde 1921 die Corona-Klassifikation eingeführt. Diese umfasst vier unterschiedliche regionale Klimatypen:

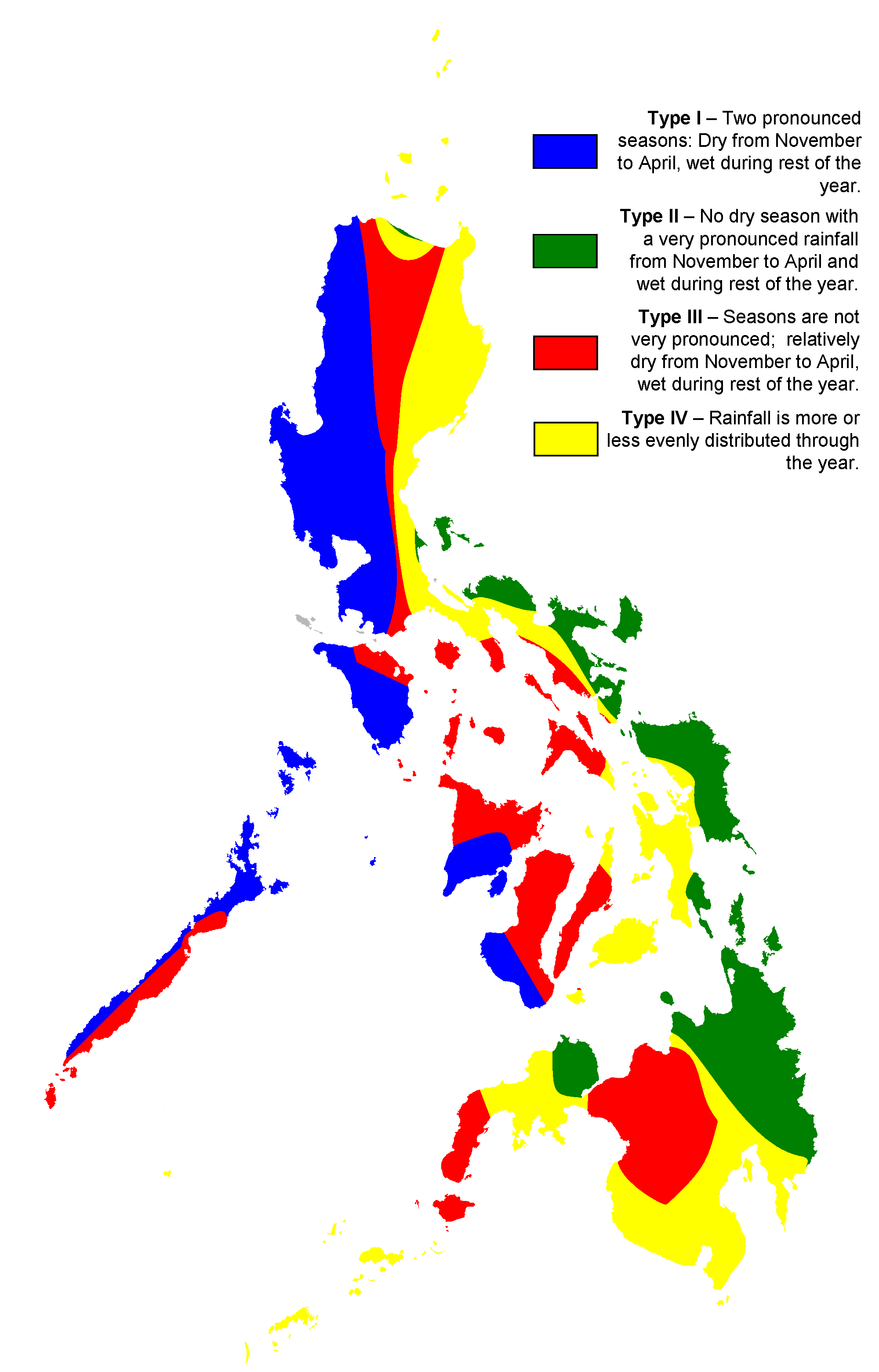
Klimakarte der Philippinen

Typ I erlaubt die Unterscheidung in eine Regen- und eine Trockenzeit. Die Regenzeit wird hierbei von Mai bis November festgelegt, wobei die stärksten Niederschläge von Juni bis September fallen. Dieses umfasst die Regionen Ilocos-Region, den westlichen Teil der Mountain-Provinz, westlichen Teil der Region Central Luzon und CALABARZON, Metro Manila, Occidental Mindoro, die südlichen Gebiete der Inseln Panay und Negros und den Nordwesten der Insel Palawan.
Im Klimatyp Typ II gibt es keine Trennung von Trocken- und Regenzeit, Niederschläge fallen das gesamte Jahr, wobei die Hauptniederschlagsperiode von Dezember bis Februar ist und die geringsten Niederschläge von März bis Mai fallen. Klimatyp Typ II gilt für die Regionen Cagayan Valley, den südwestlichen Teil der Region CALABARZON, den Polillo-Archipel, Bicol-Region, den Nordosten der Insel Samar, das südliche Leyte, Teile der Region Caraga (Nordost-Mindanao) und den Nordosten der Zamboanga-Halbinsel.
Im Klimatyp Typ III gibt es keine Trennung von Trocken- und Regenzeit, Niederschläge fallen das gesamte Jahr, wobei es keine Hauptniederschlagsperiode gibt, jedoch eine niedrige Niederschlagsintensität von Dezember bis März oder von März bis Mai gibt. Dieses umfasst die Regionen des nordöstlichen Luzons, Teile der Region Cagayan Valley, die Provinz Bulacan, die östlichen Teile der Region CALABARZON, Oriental Mindoro, Romblon, Marinduque, den Norden und Nordosten der Insel Panay, Negros Occidental, Siquijor, Zamboanga del Sur, die zentralen und südlichen Teile der Insel Mindanao und des Sulu-Archipels.
Im Klimatyp Typ IV gibt es keine Trennung von Trocken- und Regenzeit, Niederschläge fallen das gesamte Jahr, wobei sich die Niederschläge gleichmäßig über das Jahr verteilen.

#### Klimawandel
Die Philippinen gelten als eines der Länder, die am stärksten von den Auswirkungen des anthropogenen Klimawandels betroffen sein werden.
Laut Angaben der United Nations University Institute for Environment and Human Security standen die Philippinen 2011 auf Platz drei auf der Gefahrenskala für die Wahrscheinlichkeit von Naturkatastrophen, weltweit. Das Land steht an Platz zehn für die Wahrscheinlichkeit von der vom Klimawandel ausgehenden Bedrohungen für die Biodiversität und der Bevölkerung, wiederum weltweit und es steht auf Platz fünf der Länder die am stärksten vom Meeresspiegelanstieg betroffen sein werden. Laut Weltrisikobericht 2021 gehören die Philippinen zu den zehn Ländern mit dem derzeit höchsten Katastrophenrisiko weltweit.

### Tier- und Pflanzenwelt

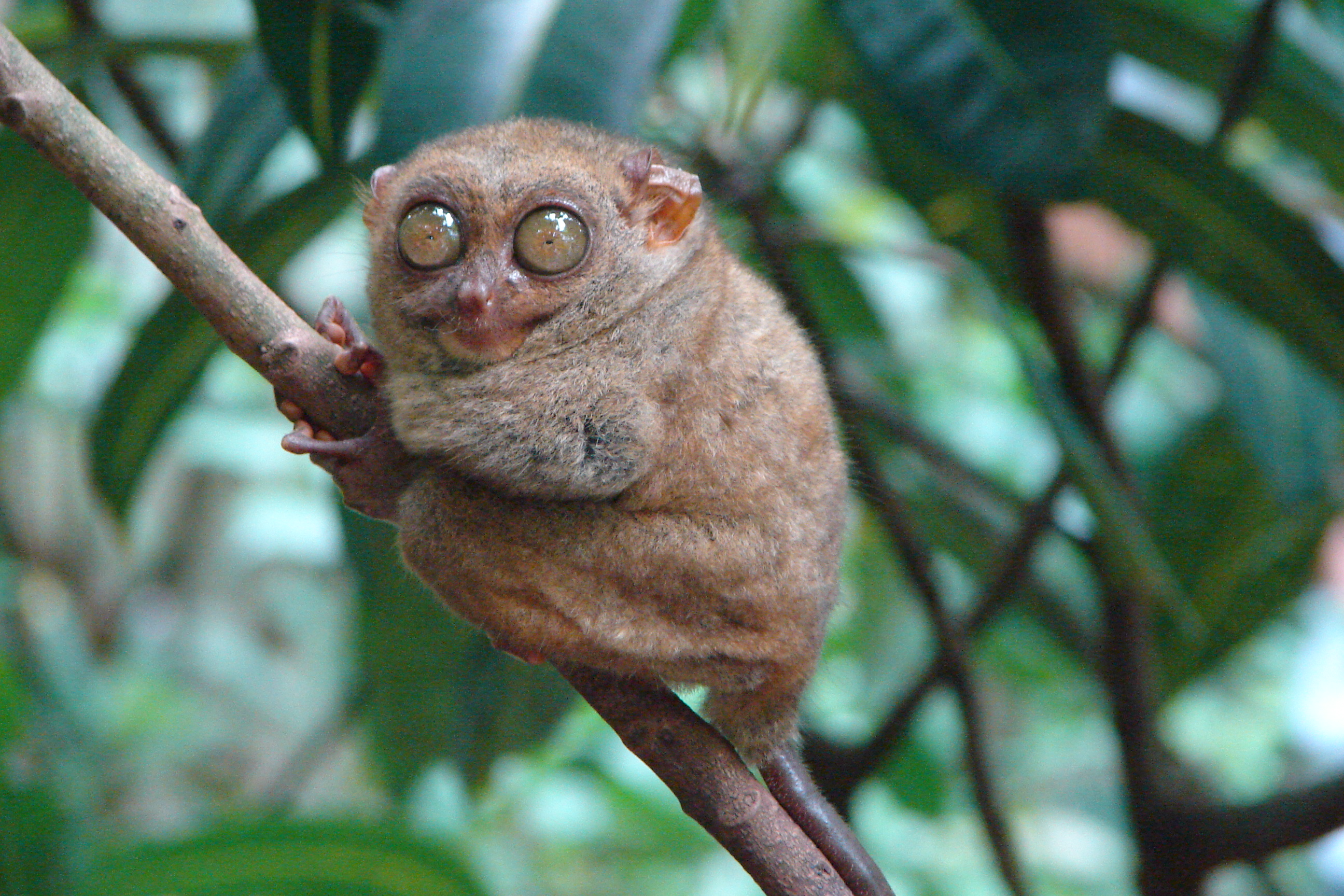
Philippinen-Koboldmaki

Vor 175.000 Jahren, im Mittleren Pleistozän, war der Meeresspiegel so niedrig, dass eine oder mehrere durchgehende Landbrücken in die umliegenden Regionen Asiens bestanden, die insbesondere von Tieren intensiv genutzt wurden, aber auch vom Homo erectus und seit ca. 70.000 Jahren vom modernen Menschen. Nach Wiederanstieg des Meeresspiegels wurden viele Lebewesen von den übrigen Arten isoliert, so dass sich die vielfältige Tier- und Pflanzenwelt entwickeln konnte. Biogeographisch gehören die Philippinen jedoch zum Malaiischen Archipel, da die bekannte Wallace-Linie südlich des Archipels verläuft. Die früher gebräuchliche Bezeichnung Huxley-Linie, die von Nord-Luzon ausgehend im Süden im Bereich zwischen Borneo und Sulawesi an die bekanntere Wallace-Linie anschließt, trennte die Insel Palawan von dem übrigen Archipel, was die Verteilung unterschiedlichen Tierarten nicht restlos erklärte. Heute wird mikrobiogeographisch von dem Palawan–Busuanga–Mindoro Archipel und dem nördlichen Luzon, Visayas–Mindanao, Halmahera, Molukken und Sulawesi Archipel unterschieden, so dass die Philippinen zusammenfassend zur Indo–Malaiisch–Philippinen Biogeosphärenzone gezählt werden.
Land
Die philippinische Tierwelt ist der indonesischen sehr ähnlich. In den Philippinen existieren insgesamt über 5000 verschiedene Tier- und unzählige Insektenarten sowie 14.000 verschiedene Pflanzen. Darunter sind das Tamarau, Carabao, Papageien, Flughörnchen, Delfine, Krokodile, Schlangen, Koboldmakis, Schildkröten, Echsen und andere.
In den Philippinen lebt eine Vielzahl endemischer Tiere, darunter allein auf Palawan das Palawan-Schuppentier Manis (Paramanis) culionensis, der Rotsteißkakadu (Cacatua haematuropygia), die hauskatzengroße Bengalkatze (Prionailurus bengalensis), der Palawan-Pfaufasan, die Palawan-Ratte und das Palawan-Bartschwein. Nur in den Philippinen verbreitet ist die Philippinenente, eine Art aus der Stockenten-Gruppe. Weitere Tiere sind das Philippinen-Spitzhörnchen, die Mammutschnecke (Ryssota otaheitana), der Affenadler und die Philippinen-Schwarzstrichtaube.
Meer
Im küstennahen Meer findet man auch heute viele Korallenriffe mit einer weltweit einzigartigen Biodiversität an Fischen, Krustentieren und Weichtieren. 2010 waren jedoch viele Korallenriffe stark von der Korallenbleiche betroffen. Es waren laut dem DENR nur 4 % der philippinischen Korallenriffe nicht von der Korallenbleiche betroffen. An den weltweit bekannten Korallenriffen, wie dem Tubbataha, Apo-Riff und im Cagayan-Archipel – und auch an anderen Orten, haben in der Vergangenheit die Cyanid- und Dynamitfischerei große Schäden angerichtet. Die meisten Korallenriffe der Philippinen sind jedoch touristisch nicht erschlossen worden. Die größte Artenvielfalt der Meeresfauna und -flora finden sich in der Isla-Verde-Passage, diese gilt als das Zentrum der Biodiversität in den Meeren und Wasserstraßen der Philippinen.

### Umweltschutz
Die Philippinen gehören zu den Megadiversitätsländern der Erde, in denen neben einer sehr großen Artenvielfalt und Biodiversität ausgesprochen viele endemische Arten, Gattungen und Familien von Pflanzen und Tieren vorkommen und überdies vielfältige Ökosysteme vorhanden sind. Aufgrund der Gefährdung dieser Vielfalt gelten die gesamten Philippinen zu Lande und zu Wasser zudem als Hotspot der Biodiversität. Doch das schnelle Bevölkerungswachstum und der damit verbundene Siedlungsdruck führen zum Raubbau an den natürlichen Ressourcen. Der Zustand der philippinischen Umwelt hat sich so sehr verschlechtert, dass die Regierung darauf mit anspruchsvollen Umweltgesetzen reagierte. Von diesen ist das Republikgesetz 7586, auch bekannt unter dem Namen National Integrated Protected Area System (NIPAS), das anspruchsvollste bei der Durchsetzung. Insgesamt wurden rund 35.000 km² der Fläche der Philippinen als Naturschutzgebiete gemäß den Richtlinien des NIPAS-Gesetzes ausgewiesen. Von diesen sind rund 21.300 km² terrestrische und 12.700 km² marine Schutzzonen.
Die Schutzzonen umfassen folgende Klassifikationen:
- Strict nature reserve (National park)
- Natural park
- Natural monument
- Wildlife sanctuary
- Protected landscapes and seascapes
- Ressource reserve
- Natural biotic areas

Weitere Schutzzonen sind:
- Protected areas
- Buffer zones
- Indigenous cultural community areas[29]

Die Umweltgesetze der Philippinen sollen den Regenwald ebenso schützen wie das Meer mit seinen Korallenriffen, die Bestände an Fisch, die endemischen Tierarten sowie die zur Eigenversorgung notwendigen Flächen der örtlichen Bevölkerung. So wurden in den letzten Jahren, aufgrund des Bevölkerungsdruckes, die Klassifikation von 37 Nationalparks in Protected Landscapes und Natural Parks umgewandelt, so dass es oftmals eine Vielzahl von Bezeichnungen für die Naturschutzgebiete in der Literatur gibt. Auch soll u. a. durch den Ausbau des öffentlichen Nahverkehrs die Luft in den Städten sauberer werden. Des Weiteren soll die Klärung der Abwässer gefördert werden, dafür wird jedes Jahr ein Preis für den saubersten Fluss der Philippinen vergeben. Bei der Abfallentsorgung stehen die Philippinen noch immer vor gewaltigen Problemen, da sich die Mehrzahl der Bevölkerung eine geregelte Abfallentsorgung nicht leisten kann. Trotz aller Probleme gehören die Philippinen zu den wenigen Ländern der Erde, die ihre Kohlendioxid-Emissionen signifikant senken konnten.

### Verwaltungsgliederung

#### Grundlagen
Die niedrigste Verwaltungsebene in den Philippinen ist das Barangay. So setzt sich jede Stadt (insgesamt 138 Städte) und jede eigenständig verwaltete Gemeinde (insgesamt 1.496 Gemeinden) aus mehreren Barangays (insgesamt 38.957 Barangays) zusammen, die somit als Ortsteile angesehen werden können. Die nächsthöhere Ebene sind die 81 Provinzen (Stand 2015) des Landes. Diese wiederum sind in 17 Regionen gruppiert, um die Verwaltung zu vereinfachen. Jede Provinz wird von einem Gouverneur und einem Vizegouverneur geleitet; wohingegen jeder Stadt und Stadtgemeinde jeweils ein Bürgermeister und ein Stadtrat vorstehen.
Die Barangays können in sogenannte Puroks (auf Deutsch „Zonen“) eingeteilt sein. Ein solcher Purok hat einen Vorsteher, der unter anderem die Zahl der lebenden Personen in den jeweiligen Haushalten zählt, eine Bestätigung gibt, dass eine Person tatsächlich in seinem Purok lebt und andere Verwaltungsaufgaben bekleidet. Der Purok-Vorsteher arbeitet ehrenamtlich. Allerdings sind in Metro Manila Puroks weitgehend verschwunden und beschränken sich auf ländliche Gebiete und kleinere Städte.
Die meisten Regierungsbüros der Regionen besitzen ein Regionalamt, um die einzelnen Provinzen zu unterstützen. Mit Ausnahme der ARMM besitzen die Regionen aber keine eigene Regierung wie die Provinzen und Städte.
Die Philippinen beanspruchen mehrere der westlich von Palawan gelegenen Spratly-Inseln.

#### Städte
Im Jahr 2023 lebten 48 Prozent der Einwohner der Philippinen in Städten. Die mit Abstand größte Agglomeration in den Philippinen ist Metro Manila, die das uneingeschränkte politische, wirtschaftliche und kulturelle Zentrum des Landes darstellt. Mit einer Einwohnerzahl von 23 Millionen Menschen ist Metro Manila einer der größten Ballungsräume weltweit und gehört zu den am dichtesten besiedelten Flächen der Erde. Die größten Agglomerationen sind (Stand 2017):
1. Metro Manila: 23.371.436 Einwohner
2. Cebu: 2.476.708 Einwohner
3. Davao City: 1.439.598 Einwohner
4. Angeles City: 1.332.870 Einwohner
5. Cagayan de Oro: 716.057 Einwohner

## Bevölkerung
Filipino (m.) und Filipina (f.) ist im Tagalog (beziehungsweise der Amtssprache, dem Filipino), wie auch dem lokalen Englisch und Spanisch die Bezeichnung für die Einwohner. Die umgangssprachliche Form lautet Pinoy bzw. Pinay (Tagalog, Umgangssprache). Im Deutschen kann man ebenfalls Filipino/Filipina sagen. Auf der Seite des Auswärtigen Amtes der Bundesrepublik Deutschland wird jedoch Philippiner bzw. Philippinerin empfohlen.

### Demografie

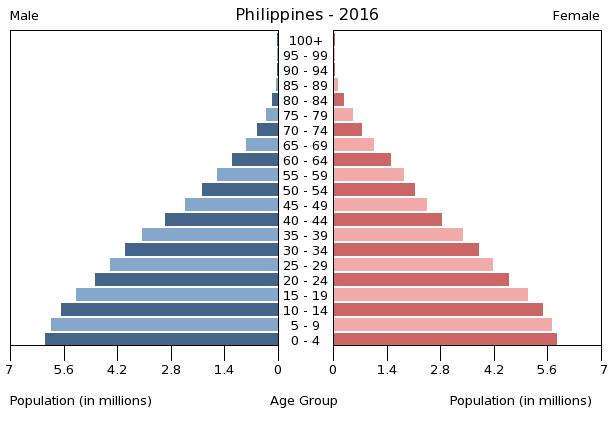
Bevölkerungspyramide der Philippinen 2016

Die Gesamtbevölkerung lag laut Zählung im Jahr 2020 bei 109.035.343. Die Philippinen hatte 2023 lt. Weltbank 117,3 Millionen Einwohner. Das jährliche Bevölkerungswachstum betrug + 1,5 %. Zum Bevölkerungswachstum trug ein Geburtenüberschuss (Geburtenziffer: 21,6 pro 1000 Einwohner vs. Sterbeziffer: 5,6 pro 1000 Einwohner) bei. Die Anzahl der Geburten pro Frau lag 2022 statistisch bei 2,7, die der Region Ostasien und Ozeanien betrug 1,5. Die Lebenserwartung der Einwohner der Philippinen ab der Geburt lag 2022 bei 72,2 Jahren. Der Median des Alters der Bevölkerung lag im Jahr 2021 bei 24,5 Jahren. Im Jahr 2023 waren 30,0 Prozent der Bevölkerung unter 15 Jahre, während der Anteil der über 64-Jährigen 5,6 Prozent der Bevölkerung betrug.
Einige Inseln der Philippinen zählen zu den am dichtesten besiedelten Gebieten der Welt und die Bevölkerung wächst weiter um rund 2 Millionen Einwohner pro Jahr.
Die Philippinen sind ein Auswanderungsland. 2017 belief sich die Anzahl der ausgewanderten Personen auf 5,7 Millionen. Häufigste Zielländer waren die Vereinigten Staaten (2,1 Mio.), Saudi-Arabien (580.000), Vereinigte Arabische Emirate (540.000), Kanada (530.000) und Japan (240.000). Mit nur 0,2 % der Bevölkerung zählt die Ausländerquote in den Philippinen selbst zu den geringsten der Welt.
| Jahr | Einwohnerzahl | Jahr | Einwohnerzahl |
| ---- | ------------- | ---- | ------------- |
| 1950 | 18.580.000    | 1990 | 61.947.000    |
| 1955 | 22.179.000    | 1995 | 69.836.000    |
| 1960 | 26.273.000    | 2000 | 77.992.000    |
| 1965 | 30.914.000    | 2005 | 86.274.000    |
| 1970 | 35.805.000    | 2010 | 93.727.000    |
| 1975 | 41.295.000    | 2018 | 106.512.000   |
| 1980 | 47.397.000    | 2020 | 112.191.000   |
| 1985 | 54.324.000    | 2030 | 125 Mio.      |

Bevölkerungsentwicklung, Fertilitäts- und Nettoreproduktionsraten von 1950 bis 2021; Prognose der Bevölkerungsentwicklung bis 2032; Schätzung der Vereinten Nationen 2022
Blaue Kurve (linke Y-Achse): Gesamtbevölkerung jeweils zum 1. Juli in Tausend
Blaue gepunktete Kurve (linke y-Achse): Gesamtbevölkerung jeweils zum 1. Juli in Tausend, „Mittlere Prognose“ („Medium variant“)
Rote Kurve (rechte y-Achse): Gesamtfruchtbarkeitsrate (Lebendgeburten pro Frau)
Gelbe Kurve (rechte y-Achse): Nettoreproduktionsrate (überlebende Töchter pro Frau)

Quelle: UN, Zahl für 2030 ist eine Prognose.

### Bevölkerungsstruktur

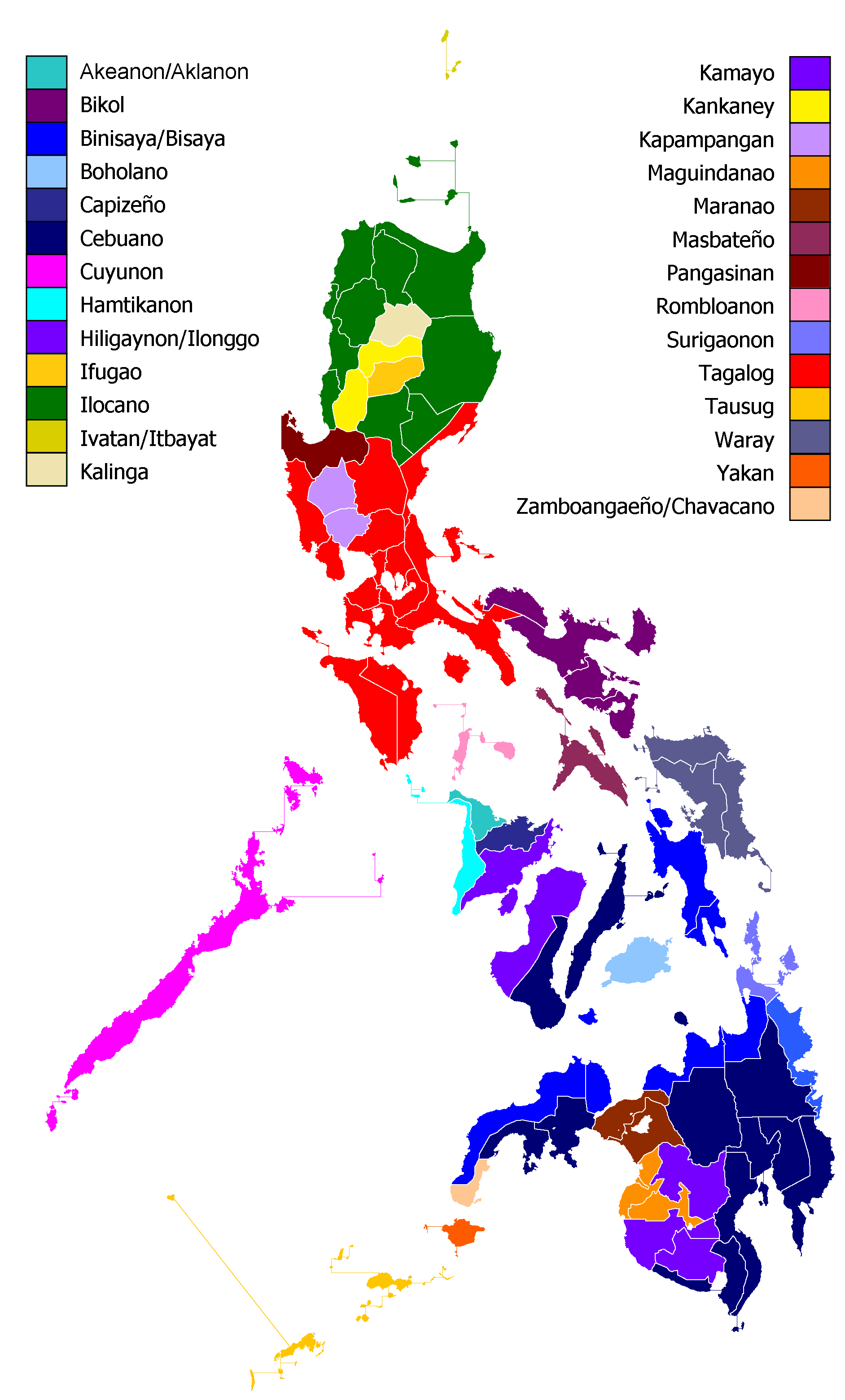
Ethnische Gruppen in den Philippinen nach dem Zensus von 2000

Der Ausdruck Filipino bezeichnet die Staatsangehörigkeit und Bevölkerung im Allgemeinen, keine Ethnie. Die Bevölkerung setzt sich in der Mehrheit (95 %) aus ethnischen Gruppen zusammen, die austronesische Sprachen sprechen, in sukzessiven Wellen aus Taiwan eingewandert sind und sich mit späteren Einwanderern aus Südchina vermischten. Sie können in drei große Gruppierungen unterteilt werden:
- Christen, die durch die spanische Kolonialherrschaft geprägt wurden. Sie bilden mehr als 90 % der philippinischen Bevölkerung.
- Muslime, die erst Anfang der US-amerikanischen Kolonialzeit unterworfen wurden. Etwa 5 % der philippinischen Bevölkerung gehören dazu.
- Ethnien, die kaum vom Islam und den Spaniern beeinflusst wurden.

Ethnisch gemischte Bevölkerungsgruppen machen weitere 1 % der Bevölkerung aus und spielen aufgrund der Kolonialgeschichte weiterhin eine wirtschaftlich wichtige Rolle in den Philippinen, obwohl die Chinesen ihnen ab 1900 Konkurrenz bereiten. Neben malaiisch-spanischen (diese leben vorwiegend im Süden Mindanaos und sprechen eine spanische Kreolsprache, nämlich Chavacano) gibt es auch etwa 300.000 chinesische und rund 20.000 japanisch-malaiische Filipinos. Offiziell leben nur noch 17.000 spanischstämmige Filipinos im Lande.

#### Tieflandvölker
Die Idee einer philippinischen Identität entstand zuerst bei den christlichen Tieflandbewohnern, die unter spanischer Kolonialherrschaft standen und im Konflikt mit dieser Macht ein Nationalbewusstsein als Filipinos entwickelten. Dabei wurden zunächst die Moslems und Hochlandbewohner nicht einbezogen. Noch heute gibt es Spannungen zwischen den in allen Bereichen dominierenden christlichen Tieflandbewohnern einerseits und den überwiegend muslimisch geprägten Hochlandbewohnern andererseits, die sich teilweise in bewaffneten Konflikten entladen.
Unter den christlichen Tieflandbewohnern bilden die Tagalen, welche auf der Insel Luzon leben, die zahlenmäßig größte Gruppe. Sie machen 28,1 % der Bevölkerung aus und ihre Sprache, das Tagalog, bildet die Grundlage für das Filipino, die Amtssprache der Philippinen.
Weitere Gruppen sind die Cebuano und Sugboanon (13,1 %), die Ilokano (9 %), die Bisaya/Binisaya (7,6 %), Hiligaynon oder Ilonggo (7,5 %), die Bikolano (6 %), die Waray (3,4 %), die Pangasinán, die Kapampangan, die Waraynon, die Masbatenyo, die Ibanag und die Butuanon.
Die Maranao, Maguindanao, Samal, Yakan, Badjo, Tausūg und die Jama Mapun zählen zu den muslimischen Tieflandbewohnern, die vorwiegend im Süden und Westen Mindanaos und auf dem Sulu-Archipel leben.

#### Traditionelle Volksgruppen

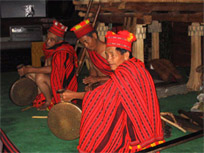
Ifugao-Ensemble mit mehreren Flachgongs (gangsa) auf Luzon

Diese indigenen Gemeinschaften leben in unzugänglichen Hochländern, aber auch in abgelegenen Tieflandgebieten und auf entlegenen Inseln. Sie wurden nicht oder nur wenig von Spaniern oder Muslimen beeinflusst. Folgende Gruppierungen können unterschieden werden – insgesamt gibt es mehr als 100 Stämme:
- Auf Luzon leben die Apayao, Tingguian, Kalinga, Bontok, Kankanai, Ifugao, Ibaloy und die I-wak, die auch zusammenfassend Igorot genannt werden. Sie leben in Nordluzon an den Hängen der 2.022 bis 2.702 Meter hohen Berge und erbauten die legendären Reisterrassen.
- Die Ilongot leben ebenfalls auf Luzon.
- Auf Mindoro leben die Mangyan in sieben Stämmen, Iraya, Alangan, Batangan, Tadyawan, Buhid, Hanunoo und Ratagnon, hauptsächlich im Landesinneren der Insel.
- Auf Palawan leben die Stämme der Palawanvölker: die Kagayanen in der Gemeinde Cagayancillo, die Molbog auf Balabak und anderen Inseln vor Palawan, die Tagbanuwa, die Batak und die Tau’t Batu. Dabei wird für all diese Stämme auch zusammenfassend die Bezeichnung „die Palawan“ verwendet. Ihre Siedlungsgebiete werden durch Straßenbau und eine Vielzahl von Minenprojekten bedroht.[48]
- In Mindanao leben die Mamanwa, Manobo, Manobo Bilit, Manobo Tasaday, Mandaya, Mansaka, Kalagan, T’boli und die Subanu. Sie werden zusammenfassend auch Lumad genannt.
- Die Badjao auf dem Sulu-Archipel, von denen viele in den letzten 50 Jahren nach Malaysia gewandert sind. Sie werden gerne mit den indonesischen Badjo verwechselt, da beide Gruppen als Seenomaden leben.
- Die Tumandok auf Panay.

Bis auf die Bergstämme in Luzon, die von den Amerikanern christianisiert wurden, behielten diese Stämme ihre ethnischen Religionen. Durch den Einfluss der Zivilisation und der Mehrheitsgesellschaft ist ihre kulturelle Identität akut bedroht.
Die Aeta (auf Luzon), Mamanwa (auf Leyte und Mindanao in Surigao del Norte), Ati (auf Panay) und andere negritische Ureinwohner der Philippinen sind genetisch mit den Bewohnern der Andamanen verwandt. Von ihnen gibt es nur noch etwa 30.000. Sie leben in größeren Gemeinschaften auf verschiedenen Inseln, u. a. Luzon, Panay und Negros.

#### Chinesen
Daneben besteht das Volk zu 1,5 % aus Chinesen, die seit dem 9. Jahrhundert in den Philippinen eine wirtschaftliche Rolle gespielt haben. Heute haben zirka 10–12 % aller Filipinos in irgendeiner Form chinesische Vorfahren. Sie sind, im Gegensatz zu den Chinesen in Indonesien und Malaysia, stärker in die philippinische Gesellschaft integriert und bezeichnen sich als Tsinoys.

### Sprachen
Laut Ethnologue werden in den Philippinen 171 Sprachen gesprochen; praktisch jede Region hat ihre eigene Sprache oder ihren eigenen Dialekt. Die meisten Sprachen in den Philippinen sind malayo-polynesische Sprachen, die einen Zweig der austronesischen Sprachen darstellen.

#### Philippinische Sprachen
Filipino (veraltet Pilipino), das auf dem Tagalog basiert, ist die Amtssprache der Philippinen. Als Teil der austronesischen Sprachen ist Tagalog direkt verwandt mit dem Indonesischen und Malaiischen, Fidschianischen, Maori, Hawaiischen, Malagasy, Samoanischen, Tahitianischen, Chamorro, Tetum und den austronesischen Sprachen von Taiwan.
Tagalog wird vorwiegend auf der Insel Luzon gesprochen. Etwa 25 % der Filipinos sprechen es als Erstsprache. Das auf Tagalog basierende Filipino wird von etwa 80 % verstanden und gesprochen. Es wird im allgemeinen Sprachgebrauch, in Zeitungen, dem Fernsehen und dem Radio verwendet; in offiziellen Ansprachen werden oft Filipino und Englisch gemischt oder abwechselnd gebraucht. Teilweise werden auch noch spanische Wörter verwendet; zur Rolle des Spanischen siehe unten.
Weitere elf Sprachen werden in den Philippinen von mindestens einer Million Menschen gesprochen: Cebuano, Iloko, Hiligaynon oder Ilonggo, Bikol, Waray-Waray, Kapampangan, Pangasinan, Kinaray-a, Maranao, Maguindanao und Tausūg. Mehr als 90 % der Bevölkerung des Landes sprechen eine dieser zwölf Sprachen.
Cebuano, nach Tagalog die wichtigste philippinische Regionalsprache, wird von 23 % der Bevölkerung vorwiegend im Süden (in Zentral-Visaya sowie im Norden und Westen Mindanaos) gesprochen. Gemeinsam mit Hiligaynon, Waray-Waray (mit 9 % Sprachanteil) und anderen zählt Cebuano zu den Visayassprachen. Eine weitere wichtige Regionalsprache ist Iloko (12 %).

#### Spanisch
Spanisch war bis 1973 eine Amtssprache der Philippinen und bis 1987 Pflichtfach an Schulen. Es wurde nach einer Schätzung zwischen 1890 und 1940 von etwa 10 % der Bevölkerung als Muttersprache und von weiteren 60 % als Zweit- oder Drittsprache gesprochen. Die meisten Spanischsprecher waren Mestizen oder kamen aus der Oberschicht. An Universitäten wurde meist auf Spanisch unterrichtet, und auch die meisten Zeitungen (wie u. a. La Vanguardia, La Opinión, La Estrella de Manila, La Democracia, El Renacimiento, El Pueblo) erschienen bis um 1930 in dieser Sprache.
Um 1901 wurden die Philippinen eine amerikanische Kolonie. Die Amerikaner führten Englisch als erste Amtssprache ein. So verlor Spanisch an Bedeutung, und der Unterricht in vielen Schulen des Landes fand bald nicht mehr auf Spanisch, sondern auf Englisch statt. Zur Erhaltung und Regulierung der spanischen Sprache wurde daher am 25. Juli 1924 die Academia Filipina de la Lengua Española (Deutsch: philippinische Akademie der spanischen Sprache) gegründet.
Chavacano ist eine spanischbasierte Kreolsprache mit etwa 1.200.000 Sprechern in Zamboanga, Cavite und Ternate.

#### Englisch
Das Englische gelangte erstmals 1898 auf die Inseln. Durch US-amerikanischen Einfluss ist Englisch neben dem Filipino heute die zweite Amtssprache und wird von etwa 125.000 Menschen (meist Amerikanern) als Muttersprache gesprochen. Für mehr als 50 % der Filipinos ist Englisch eine wichtige Zweitsprache.
Das Englische ist in Schulen ab der dritten Klasse und in Hochschulen die Unterrichtssprache und die Arbeitssprache in der Geschäftswelt. In der Regel ist es nicht Muttersprache der Einheimischen.

#### Chinesisch
Die chinesische Minderheit in den Philippinen stammt zu 90 % aus der Provinz Fujian und spricht Hokkien, wobei auch Hochchinesisch, Taiwanisch und Kantonesisch gesprochen werden. Aufgrund der Philippinisierungspolitik von Diktator Ferdinand Marcos, die die Nutzung des Hochchinesischen in chinesischen Schulen verbot, spricht die jüngere Generation bereits Tagalog untereinander.

#### Arabisch
In der Autonomous Region in Muslim Mindanao wird das Arabische teilweise offiziell verwendet. So findet es z. B. auf Wahlzetteln Verwendung.

### Religion

#### Statistik
| Religionsmehrheit nach Zensus 2020 |            |
| christlich:                        | islamisch: |
| über 50 %                          | über 50 %  |
| über 70 %                          | über 70 %  |
| über 85 %                          | über 85 %  |
| über 95 %                          | über 95 %  |

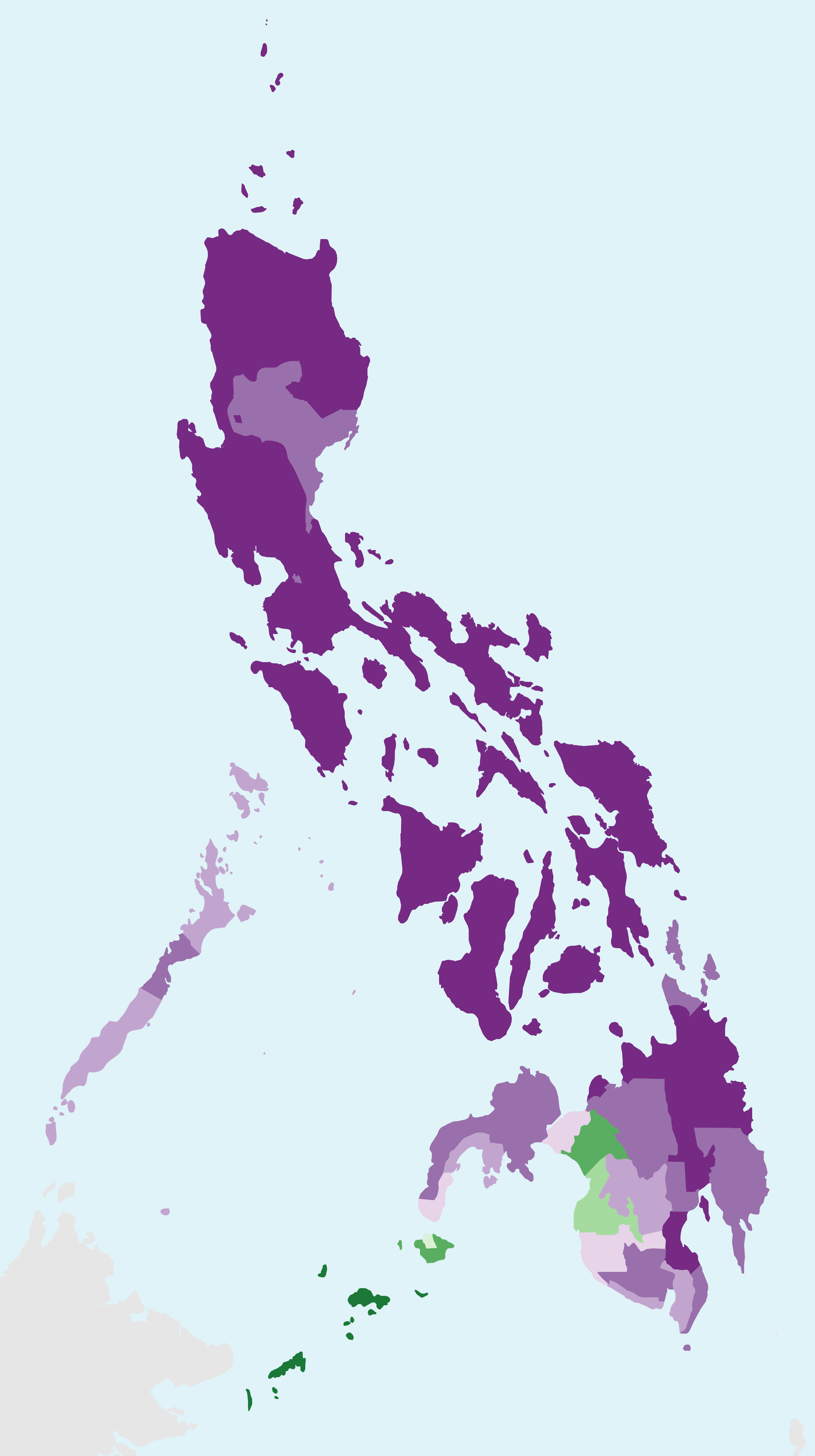

Religionszugehörigkeit laut der Volkszählung im Jahr 2015: Katholiken 79,53 %, Muslime 6,01 %, Lutheraner 2,43 %, Iglesia ni Cristo 2,64 %, Siebenten-Tags-Adventisten 0,78 %, United Church of Christ 0,55 %, Zeugen Jehovas 0,43 %.
Außer der römisch-katholischen Kirche gibt es die Unabhängige Philippinische Kirche (ca. 3 Millionen), die mit den Altkatholiken verbunden ist.
Zu den kleineren Religionen, die nicht mehr eigens im Ergebnis der Volkszählung angeführt wurden, zählen Mormonen (laut Eigenangaben – die bei den Mormonen über der Volkszählung liegen – 0,6 %). Dazu kommen ethnische Religionen (besonders bei den indigenen Stämmen), Buddhisten (meist Chinesen, wenige Filipinos) und Hindus (Inder).
Anders als Malaysia und der Westen Indonesiens wurden die Philippinen kaum vom Buddhismus oder Hinduismus geprägt. Es gab allerdings Handelsbeziehungen zu den Großreichen Srivijaya und Majapahit sowie einen regen Handel mit dem Kaiserreich China. Die alte Baybayin-Schrift ähnelt der Kawi-Schrift aus Indonesien, die wiederum indische Vorbilder hatte.

#### Christentum

##### Römisch-katholische Kirche

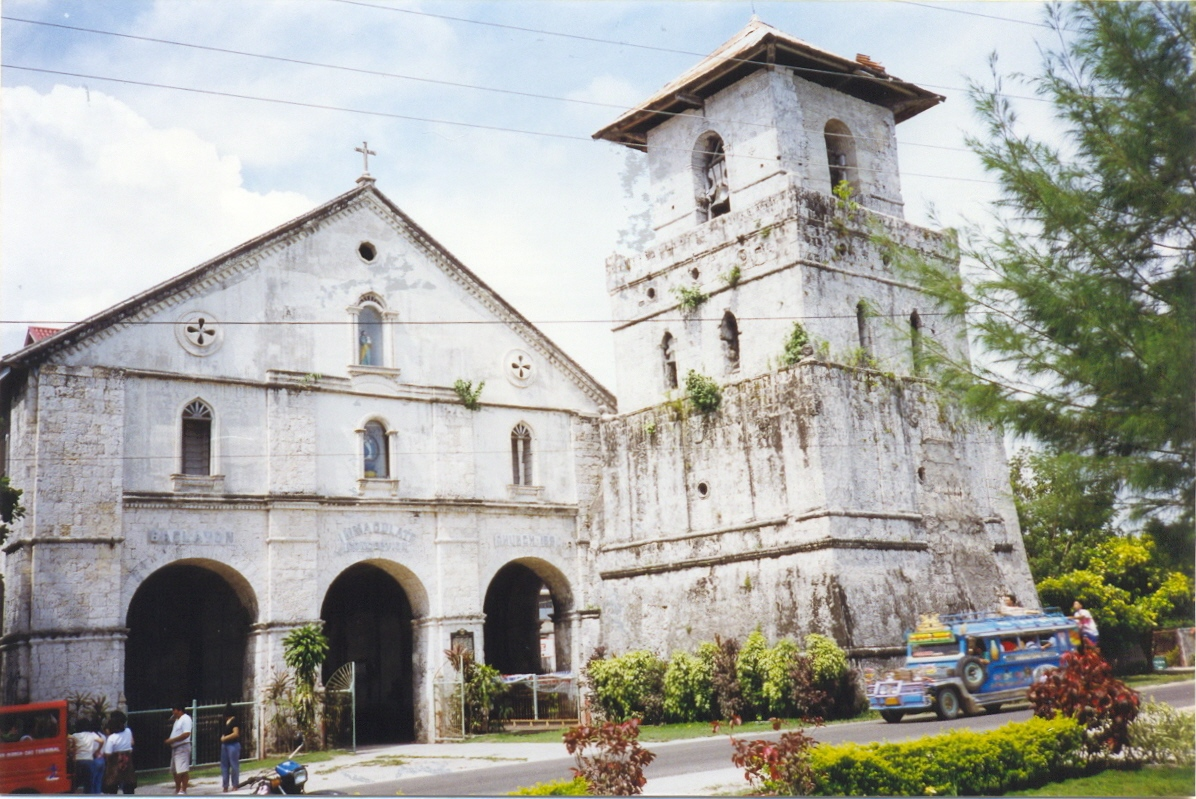
Kirche auf Bohol

Die Mehrzahl der Filipinos (81 Prozent, andere Schätzungen 83 Prozent) sind Katholiken. Das Land ist das größte christlich geprägte Land in Südostasien und das bevölkerungsmäßig größte katholische Land in Asien. Der Katholizismus entstand in den Philippinen mit der Ankunft der Spanier 1521 und der Konvertierung von 800 Einheimischen auf Cebu, wo am 31. März 1521 die erste Messe auf philippinischem Boden zelebriert wurde. Bis zum Ende des 16. Jahrhunderts waren jedoch nur wenige Filipinos zum Katholizismus übergetreten. Um den aus dem Süden vordringenden Islam zu schwächen, beschlossen die Spanier, das ganze Land zu christianisieren; dazu kamen ab 1590 spanische und mexikanische Missionare des Jesuitenordens und anderer katholischer Orden auf die Inseln. Zur Erleichterung der Mission wurden Gottesdienste meist in der jeweiligen Landessprache abgehalten. Bis Mitte des 17. Jahrhunderts waren die Philippinen mit Ausnahme des Südens und einiger Bergregionen vollständig christianisiert.
Die katholische Kirche auf den Philippinen hat insbesondere in ländlichen Gebieten einen großen Einfluss auf die Politik und die philippinische Gesellschaft. Unter anderem deshalb sind die Philippinen neben dem Vatikan das einzige Land, das kein Scheidungsrecht hat. Der Schutz des Lebens Ungeborener ist in der Verfassung verankert.

##### Evangelisch-lutherische Kirche
Die Lutherische Kirche in den Philippinen (Lutheran Church in the Philippines (LCP)) wurde im Jahre 1946 von dem philippinischen Pastor Alvaro Carino gegründet. Die Gründung geht zurück auf die Missionsarbeit von Lutheranern der Missouri-Synode. Bald standen arme, weit abgelegene Dörfer in der Bergkette der Kordilleren im Mittelpunkt der lutherischen Missionsarbeit.
Heute zählen von den etwa 27.000 Mitgliedern der LCP fast 60 % zu den Angehörigen nördlicher Bergstämme der Insel Luzon. Die Kirche ist untergliedert in vier Diözesen: Mindanao, Nördlicher Raum, Nordluzon, Südluzon. An der Spitze steht jeweils ein Regionalpräsident. Präsident der Gesamtkirche ist derzeit Antonio del Rio Reyes. Sitz des Kirchenamtes ist Manila. Die LCP ist Vollmitglied im Lutherischen Weltbund sowie im Nationalen Christenrat der Philippinen.

#### Islam

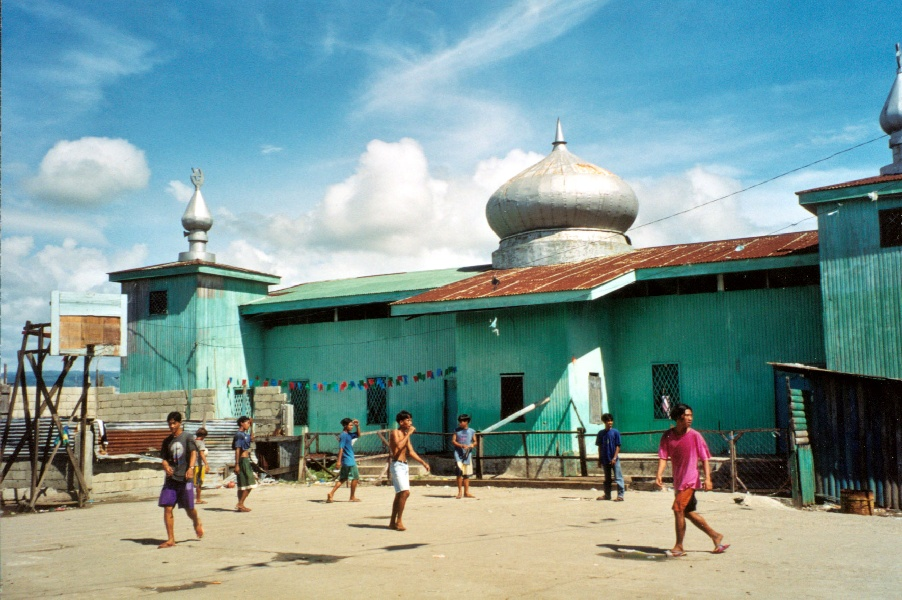
Moschee auf Basilan

Der Islam erreichte die südlichen Philippinen erstmals Ende des 14. Jahrhunderts und breitete sich bis zum 16. Jahrhundert auf den ganzen Philippinen aus. Die Verbreitung des Islams endete mit der Ankunft der Spanier. Heute ist er nur noch im Westen von Mindanao und den Inseln in der Sulusee verbreitet. Etwa vier Millionen Filipinos gehören dem Islam an.
1968 praktizierten nur knapp 20 Prozent der philippinischen Muslime den Islam. Seitdem erfuhr er jedoch einen Aufschwung. Viele philippinische Muslime wie auch ihre malaysischen und indonesischen Nachbarn wurden konservativer und nahmen die islamischen Regeln ernster. Zahlreiche Muslime wanderten wegen des seit Ende der 1960er Jahre laufenden Konflikts zwischen muslimischen Kämpfern und Regierungstruppen nach Malaysia aus.

#### Einheimische Religionen
Die ursprünglichen Religionen werden noch von vielen indigenen Stämmen gepflegt. Häufig haben sich auch alte Glaubensvorstellungen mit Christentum und Islam verschmolzen (→ Synkretismus). Volksglaube, Animismus („Allbeseeltheit“) und Schamanismus werden auch durch Personen vertreten wie dem Albularyo (auch Hilot, Manghihilot oder Manggagamot), einem Heiler oder Medizinmann, oder dem Babaylan (auch Mammalian), einem religiösen Führer.

### Bildung
2005 wurden 2,5 % des BIP für Bildung verwendet. Ein großer Teil der Schulen besteht aus Privatschulen. Die Analphabetenquote in den Philippinen ist niedrig.

### Gesundheit
Die Gesundheitsausgaben des Landes betrugen im Jahr 2022 5,1 % des Bruttoinlandsprodukts. Im Jahr 2020 praktizierten in Philippinen 7,5 Ärztinnen und Ärzte je 10.000 Einwohner. Die Sterblichkeit bei unter 5-jährigen betrug 2022 27,5 pro 1000 Lebendgeburten. Die Lebenserwartung der Einwohner der Philippinen ab der Geburt lag 2022 bei 72,2 Jahren (Frauen: 74,2, Männer: 70,2). Die Lebenserwartung stieg von 69,4 Jahren im Jahr 2000 bis 2022 um 4 %.
Über 60 % der Bevölkerung sind in der gesetzlichen Krankenversicherung Philippine Health Insurance Corporation (PhilHealth) versichert, aber nur etwa 50 % der Bevölkerung haben Zugang zur Gesundheitsversorgung. Generell sind die staatlichen Krankenhäuser unterfinanziert und dementsprechend prekär ausgestattet. Die Behandlung erfolgt kostenlos, Medikamente hingegen müssen selber bezahlt werden. Wohlhabende Filipinos und Ausländer bevorzugen die großen und hervorragend ausgestatteten Krankenhäuser in Manila (Makati Medical Center, Philippine Heart Center of Asia).
Der größte Teil der Bevölkerung besitzt keinerlei Impfschutz. Tetanusprophylaxe ist nur sporadisch verbreitet. Der Tollwut-Durchseuchungsgrad, unter anderem unter Haustieren, ist sehr hoch.
Seit 1996 besteht der Philippinische Gehörlosenbund.

## Geschichte

### Vorkoloniale Zeit
Die archäologischen Ausgrabungsstätten im Cagayan Valley, die im Norden der Insel Luzon liegen, widerlegten die frühere Annahme, dass die Philippinen ein weitestgehend isolierter Inselarchipel waren. Die ältesten Artefakte wurden auf ein Alter von 709.000 Jahren datiert und stammen von Homo erectus. Die ältesten Fossilien des anatomisch modernen Menschen (Homo sapiens) wurden auf ein Alter von etwa 67.000 Jahren datiert. Eine weitere bedeutende Ausgrabungsstätte liegt in Central Luzon; sie wird Arubo genannt. Bei den Ausgrabungen konnten Faustkeile geborgen werden, die in das Kulturzeitalter des Acheuléen in der Altsteinzeit datiert wurden.
Seit prähistorischer Zeit bewohnen „Negritos“, wie die Aeta und die Ati, als ursprünglichste Bevölkerung die Philippinen. In der Zeit von 3.000 bis 2.500 v. Chr. wanderten austronesische Stämme von Taiwan her kommend südwärts ins Land und verteilten sich von dort aus weiter Richtung Süden. Diese Siedler schufen auf dem Gebiet der Philippinen die ältesten bisher bekannten künstlerischen Darstellungen, welche als Petroglyphen von Angono bekannt sind.
Vom 7. bis zum 13. Jahrhundert beeinflussten die Thalassokratien Srivijaya und später Majapahit Teile der Philippinen. Bis heute sind Sanskrit-Wörter in den philippinischen Sprachen erhalten. 1917 wurde in Mindanao eine indisch-malaiische Goldstatue aus der Majapahit-Zeit gefunden. Einen noch wichtigeren Beleg für die kulturelle Verbindung zum malaiischen Kulturraum stellt die Laguna-Kupferplatte dar, die aus dem 9. Jahrhundert stammt und mit einer Mischung aus Sanskrit, Altjavanisch, Altmalaiisch und altem Tagalog beschrieben wurde; die verwendete Schrift ähnelt der javanischen Kawi-Schrift. Südchinesische Händler hatten auf die Region ebenfalls einen großen Einfluss, was sich an zahlreichen Porzellanfunden aus der Zeit der chinesischen Song-Dynastie zeigt. Sie gründeten bereits im 9. Jahrhundert Tondo als Handelsniederlassung; die Stadt wurde ab 1279 die Hauptstadt des Luzon-Reiches, das bis 1571 bestehen sollte. Der Fund eines Wracks chinesischer Bauart, der Lena Shoal Dschunke, mit Waren verschiedener Herkunft vor der Insel Busuanga unterfüttert die aktuelle Einstufung Tondos als bedeutendes Zentrum für den Dschunkenhandel des Mittelalters und als Drehkreuz für den Handel mit China. Die philippinischen Kaufleute nutzten Balangay-Boote auf ihren Handelsrouten, mit denen sie Malakka, Borneo, Ternate und Myanmar/Birma erreichten. Weitreichende und langanhaltende Handelskontakte der Region Butuan zu verschiedenen anderen Regionen, zu Persien ebenfalls bereits im 9. Jahrhundert, offenbart die archäologische Ausgrabungsstätte Butuan im nördlichen Mindanao.
Den Buddhismus brachten wahrscheinlich chinesische Händler auf die Philippinen; hier mischte er sich mit lokalen Traditionen. Arabische Händler und sie begleitende malaiische Einwanderer brachten im Übergang vom 13. zum 14. Jahrhundert den Islam auf die südlichen Philippinen. Sie etablierten dort neben Kultur, Religion und Bildungswesen auch ein politisches Herrschaftssystem. Einer der ersten nachweislich missionarisch tätigen Immigranten war Raja Baginda, der um 1390 den Sulu-Archipel erreichte. Er stammte aus dem Adel der Minangkabau. Im 15. Jahrhundert missionierte Serif Kabungsuan aus der Region Johor vor allem auf der Insel Mindanao. In der Folge entstanden verschiedene Sultanate, deren Herrscher sich als Rajas bezeichneten. Am bedeutendsten war das Sultanat von Sulu mit einer Hauptstadt auf der Insel Jolo, das um 1450 durch die Krönung von Abu Bakr entstand, der der Überlieferung nach die Tochter des Raja Baginda heiratete. Abu Bakr selbst stammte aus Palembang auf der Insel Sumatra. Im Gefolge weiterer Einwanderungswellen aus dem malaiischen Raum ab Mitte des 15. Jahrhunderts verbreitete sich der Islam bis in die Küstenregionen der Insel Luzon. Um 1530 wurde Maynilad (Manila) als Palisadenfestung an der Mündung des Flusses Pasig in die Manilabucht gegründet. Die Gründer von Manila, malaiische Rajas aus Brunei, wählten einen bislang unbesiedelten Ort, der bis zur spanischen Eroberung im Jahr 1571 auf 10.000 Einwohner wuchs.
Vorkoloniale Gesellschaft
Die kleinste zu verwaltende Einheit einer Siedlung war das Barangay, ursprünglich eine verwandtschaftlich verbundene Gruppe, der ein Datu vorstand. Die Gesellschaftsstruktur der Philippinen variierte jedoch von Region zu Region. Das kastenähnliche System der Tagalog kannte die aristokratischen Maginoo, aus denen sich Datus, Rajas und Lakans rekrutierten. Deren Gefolgsleute waren die Timawa (freie Grundbesitzer) und die Kriegerkaste der Maharlika. Diesen folgten verschuldete Abhängige, die Alipin. Die Zugehörigkeit zu einer Kaste war erblich, Aufstieg durch Geldzahlung möglich. Kriegsgefangene standen als Nicht-Personen außerhalb des Systems, konnten jedoch integriert werden. In einigen Gesellschaften, etwa den Kalinga, Ifugao oder Bontoc, tragen Stammesmitglieder traditionell (wenn auch aktuell nur noch selten) ihren Rang innerhalb der Gesellschaft darstellende rituelle Tätowierungen.

### Spanische Kolonialzeit

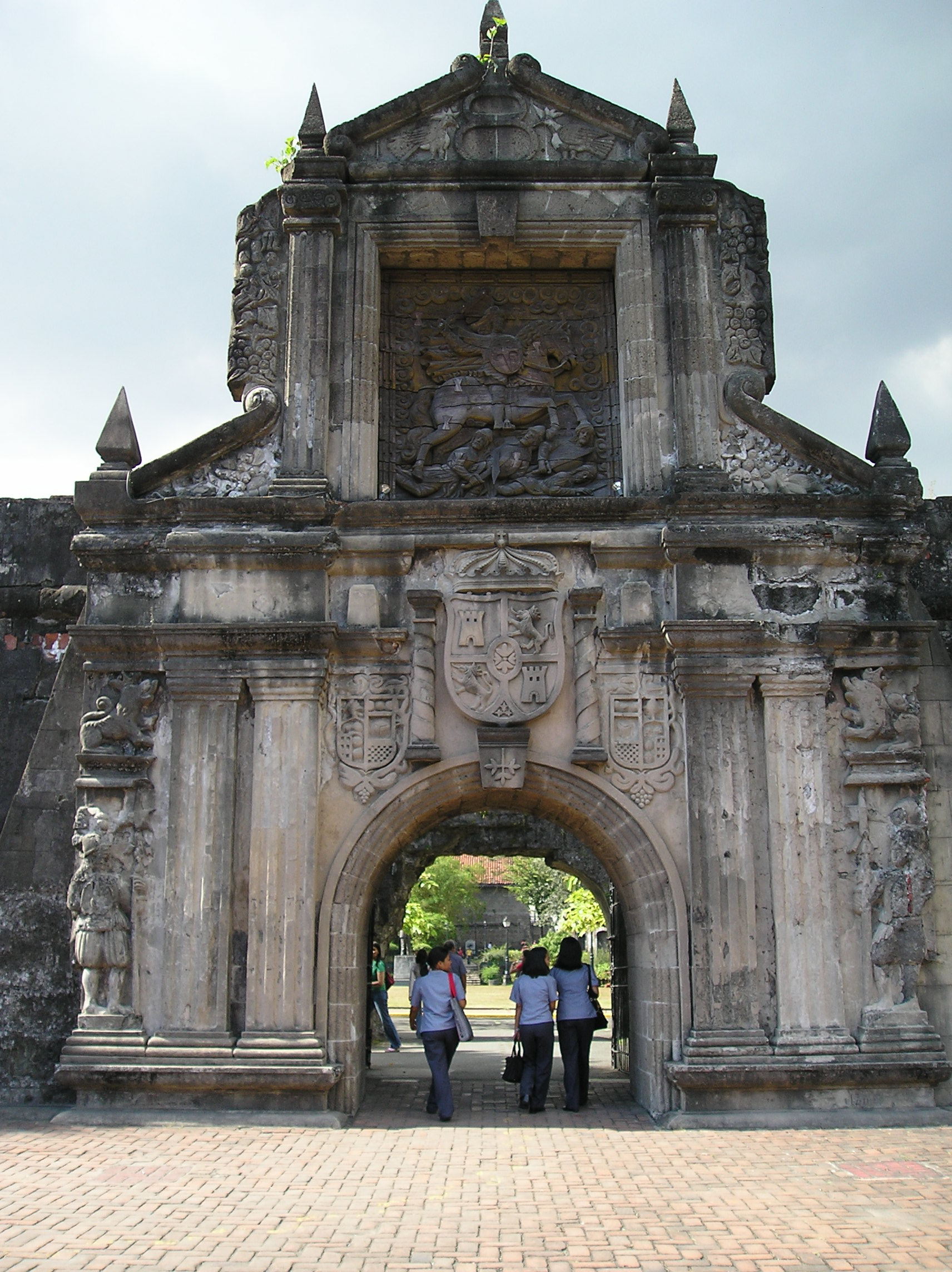
Intramuros

#### Christianisierung
Als die Spanier 1565 die Philippinen als ihre Kolonie beanspruchten und es somit Neuspanien angliederten, war der Islam noch nicht tief verwurzelt, so dass es ihnen nicht schwerfiel, auch die muslimische Bevölkerung zum Christentum zu bekehren. Außerdem wurde die Christianisierung der Philippinen weitgehend friedlich durchgeführt, unter anderem wurden animistische Praktiken weitgehend geduldet, von denen einige bis heute überlebt haben. Der Buddhismus, der vermutlich neben dem Islam im 16. Jahrhundert die vorherrschende Religion in den Philippinen war, wurde bald nur noch von der chinesischen Minderheit praktiziert.
Angesichts ihrer Niederlage gegen die Spanier im Jahr 1571 konvertierten die Rajahs von Manila, Rajah Sulayman, Rajah Lakandula und Rajah Matanda zum Katholizismus. Dafür durften sie einige Privilegien behalten und wurden ins koloniale Herrschaftssystem integriert. Durch die weitgehende Einbindung der einheimischen Häuptlinge in das koloniale Herrschaftssystem entstand die soziale Schicht der Principalía, die als Mittelsmänner und Nutznießer des Kolonialsystems jenes über Jahrhunderte festigten.
Der andere wichtige Machtfaktor in der philippinischen Kolonie waren spanische Mönche und Priester. Aufgrund ihrer Rolle in der Missionierung und in den späteren Gemeinden waren sie oft die einzigen Spanier, die eine einheimische Sprache sprechen konnten. Sie lebten im Gegensatz zu den Kolonialbeamten, die nur auf Zeit im Lande waren, mehrere Jahrzehnte im Land. Sie wurden als Vermittler unverzichtbar und somit sehr mächtig.
Im Süden der Philippinen war der Islam zum Zeitpunkt der Ankunft der Spanier bereits tiefer verwurzelt, so dass die dortigen Moslems, von den Spaniern Moros genannt, das Christentum nicht annahmen.

#### Koloniale Wirtschaft
In der frühen Kolonialzeit bildete der Galeonenhandel zwischen Manila und Acapulco die wichtigste Einnahmequelle für die Kolonie. Silber aus den Minen der Neuen Welt wurde von Acapulco nach Manila verschifft und dort benutzt, um chinesische Waren wie Seide und Porzellan zu kaufen. Da bis zum 18. Jahrhundert nur die Portugiesen mit Macao das Recht hatten, die chinesische Küste direkt anzusteuern, war man auf chinesische Händler angewiesen, die sich in einem eigenen Viertel vor Manila ansiedelten, dem heutigen Binondo, wo sich auch heute die Chinatown von Manila befindet.
Im frühen 19. Jahrhundert änderte sich die wirtschaftliche und politische Situation. Mexiko wurde unabhängig, so dass die Philippinen nicht mehr zu Neuspanien gehörten, sondern zum ersten Mal direkt von Spanien aus verwaltet wurden. Der Galeonenhandel nach Acapulco war nicht mehr möglich und wurde 1815 eingestellt. Die Philippinen wurden nach und nach dem Welthandel geöffnet, so dass für Teile der einheimischen principalía sowie Mestizen sowohl spanischer als auch chinesischer Herkunft Wohlstand ermöglicht wurde, so dass einige ihren Kindern ein Studium, oftmals sogar in Europa, finanzieren konnten. Es entstand die Schicht der ilustrados, die durch neue, freiheitliche Ideen aus Europa beeinflusst wurden.

#### Reformen und Revolution

José Rizal, Nationalheld

Die erste große Zäsur in der spanischen Kolonialherrschaft in den Philippinen war die britische Invasion im Jahr 1762, die bis 1764 andauern sollte. In deren Folge entwickelten sich Aufstände in der Ilocos-Region und Pangasinan. Diego Silang führte einen Aufstand an und es gelang ihm 1763, die bedeutende Stadt Vigan einzunehmen. Er verbündete sich mit den Briten, doch hielten sich diese nicht an ihre Zusagen, so dass er am 28. Mai 1763 ermordet wurde. Seine Frau Gabriela führte den Aufstand fort, wurde jedoch im September verhaftet und ermordet, was als Hinrichtung dargestellt wurde. Im Jahr 1762 brach in der Provinz Pangasinán der Palaris-Aufstand aus, der zunächst ebenfalls erfolgreich war und erst 1765 niedergeschlagen werden konnte. In der Folge dieser Ereignisse wurde vielen Filipinos klar, dass die spanische Oberhoheit nicht ewig dauern könne.
Von besonderer Bedeutung für die Philippinen war die Säkularisierungsbewegung innerhalb der katholischen Kirche, die von Pedro Pelaez in den 1850er Jahren begründet wurde. Die Bewegung forderte die Philippinisierung der Kirche und eine Beschränkung der Macht der spanischen Ordensgemeinschaften. Die Bewegung war von liberalen Ideen geprägt, die die Gleichberechtigung von Filipinos und Spaniern forderte.
1868 fand in Spanien eine Revolution statt (Sexenio Revolucionario), so dass der liberale Gouverneur Carlos Maria dela Torre auf die Philippinen geschickt wurde, der liberale Reformen durchführte und unter anderem die Pressezensur abschaffte. 1871 war diese Phase jedoch vorbei. Insbesondere die spanischen Mönchsorden in den Philippinen entfalteten wieder ihre Macht. Am 20. Januar 1872 brach im Fort San Felipe die Cavite-Meuterei aus, die jedoch schnell niedergeschlagen wurde. In der Folge der Meuterei wurden jedoch die Priester Mariano Gómez, José Burgos und Jacinto Zamora inhaftiert. Die spanischen Kolonialbehörden nutzten das Ereignis, um sich unliebsamer Zeitgenossen, die für ihre fortschrittlichen Ideen bekannt waren, zu entledigen. Drei Priester wurden am 17. Februar 1872 hingerichtet, was einen Aufschrei des Entsetzens in der Bevölkerung auslöste und zur Bewegung der Ilustrados führte. Die drei Priester sind bis heute als GOMBURZA ein Begriff im Gedächtnis der Filipinos.
Im letzten Viertel des 19. Jahrhunderts wurden die Rufe der Ilustrados nach Reformen immer lauter. Die Bezeichnung Filipino, die früher nur für spanische Kreolen benutzt wurde, wurde auf alle Einwohner des Landes ausgeweitet. Die Propagandabewegung, die aus Europa von philippinischen Studenten und Exilanten betrieben wurde, sowie die kurzlebige La Liga Filipina, die kurz nach ihrer Gründung durch José Rizal in Manila sofort von den dortigen Behörden verboten wurde, hatten zunächst nicht die Unabhängigkeit der Philippinen zum Ziel, sondern Gleichberechtigung der Filipinos und philippinische Sitze in den spanischen Cortes. Doch für einige ging dies nicht weit genug.
Von 1896 bis 1898 fand unter der Führung des Katipunan die Philippinische Revolution statt, die in ihrer Endphase praktisch in den Spanisch-Amerikanischen Krieg überging. Im Verlauf der Revolution wurde im Juli 1897 die erste provisorische Republik ausgerufen, die Republik von Biak-na-Bato, und am 1. November die erste provisorische Verfassung der Philippinen verabschiedet, die am 15. November in Kraft trat. Die Republik wurde jedoch am 15. Dezember 1897 wieder aufgelöst mit der Unterzeichnung des Vertrages von Biak-na-Bato in San Miguel zwischen der philippinischen und der spanischen Partei.
Bereits zu Beginn dieser Auseinandersetzung zwischen Spanien und den Vereinigten Staaten wurde die spanische Flotte durch amerikanische Schiffe in der Schlacht in der Bucht von Manila vernichtet. Ein Großteil des Landes war jedoch zu diesem Zeitpunkt bereits unter philippinischer Kontrolle, worauf am 12. Juni 1898 die philippinische Unabhängigkeitserklärung erfolgte, welche weder von der alten noch der neuen Kolonialmacht anerkannt und vom Rest der Welt gar nicht erst wahrgenommen wurde. 1899 folgte die Konstitution der ersten philippinischen Republik.

### Amerikanische Kolonialzeit
Die Vereinigten Staaten erkannten die junge philippinische Republik nicht an und bekämpften sie im Philippinisch-Amerikanischen Krieg von 1899 bis 1902 massiv. Zwischen 200.000 und 1 Million Zivilisten kamen während des Krieges ums Leben, die überwiegende Mehrheit aufgrund von Cholera. Die meisten Historiker schätzen zwischen 200.000 und 250.000 Tote. Das Land wurde zur amerikanischen Kolonie. Unterstützung erhielten die Revolutionäre lediglich vom Hongkong-Komitee, das internationale Verbindungen knüpfte und für die materielle Unterstützung der Filipinos sorgte.
Bereits am 20. Januar 1900 wurde die Schurman-Kommission von US-Präsident William McKinley berufen. Sie sollte Vorschläge für einen Übergang zu einer zivilen Kolonialverwaltung ausarbeiten und legte diese Ergebnisse im Januar 1901 vor. Im März 1901 wurde daraufhin der spätere US-Präsident William Howard Taft zum Vorsitzenden der nach ihm benannten Taft-Kommission berufen und auf die Philippinen entsandt, um eine zivile Kolonialverwaltung zu etablieren. Er baute den Obersten Gerichtshof der Philippinen auf, zu dessen erstem Vorsitzenden Cayetano Arellano 1901 berufen wurde, und es wurde ein öffentliches Bildungswesen etabliert. Es wurden auch Vorbereitungen getroffen, um eine Zweikammer-Legislative zu schaffen. Die Taft-Kommission bildete nach Vorbild des US-Systems das Oberhaus und die Philippinische Versammlung das Unterhaus, erste Wahlen zu Letzterer wurden am 30. Juni 1907 durchgeführt und am 16. Oktober im Manila Grand Opera House konstituiert.
1904 wurde im Süden der Philippinen, der von den Spaniern nie ganz unterworfen worden war, von den Amerikanern die Moro Province gegründet und militärisch kontrolliert. Dadurch kam es zum Moro-Amerikanischen Krieg, der von 1904 bis 1913/16 andauerte und durch den US-General John Pershing beendet wurde. So wurde aus der in spanischer Zeit eher formellen Zugehörigkeit der Moslemgebiete zu den Philippinen eine faktische. Auf der Insel Mindanao wurden große Monokulturen amerikanischer Konzerne angelegt, wie zum Beispiel Ananasplantagen. Es kam in den 1920er und 1950er Jahren außerdem zu staatlich geförderten Siedlungsprogrammen, bei denen Christen aus dem Norden und aus der Mitte der Philippinen in den Süden gebracht wurden. Der heutige Konflikt im Süden der Philippinen hat seine Wurzeln in dieser Zeit.
Mit Inkrafttreten des Philippine Autonomy Acts 1916 wurde den Filipinos mehr Aufgaben übertragen, dazu löste die Philippinische Legislative das bisherige Parlamentssystem ab, so dass man ab diesem Zeitpunkt von einem halbautonomen Status der Philippinen sprechen kann. In diesem Zweikammersystem waren nunmehr nur noch Filipinos vertreten.
1935 wurde eine Teilautonomie für die Philippinen mit dem Ziel der Unabhängigkeit bis 1945 beschlossen. Kurz darauf wurde die Einwanderung von Filipinos in die Vereinigten Staaten erheblich eingeschränkt. Manuel Quezon wurde Präsident des Commonwealth der Philippinen. Das Parlament wurde auf ein Einkammersystem reduziert, die Nationalversammlung. 1940 verständigte man sich wieder auf ein Zweikammersystem und der Commonwealth-Kongress entstand.
Quezon holte sich später Douglas MacArthur als Militärberater hinzu, der beim Aufbau eigener philippinischer Streitkräfte half. 1941/42 kämpften philippinische und amerikanische Soldaten vergeblich gegen die eindringende japanische Armee (→ Schlacht um die Philippinen). Am 8. Mai 1942 kapitulierten die letzten philippinischen und amerikanischen Einheiten.
Von 1942 bis 1945 wurden die Philippinen im Zuge des Zweiten Weltkriegs von Japan besetzt. Etwa eine Million Filipinos starben durch das brutale Besatzungsregime der japanischen Armee, etliche Städte wurden in Schutt und Asche gelegt. Die Rückeroberung der Philippinen durch die Vereinigten Staaten und ihre Verbündeten begann ab dem 17. Oktober 1944 mit der Schlacht um Leyte.
Nach der Kapitulation der japanischen Armee und dem Ende des Zweiten Weltkriegs wurden die Philippinen am 4. Juli 1946 offiziell in die Unabhängigkeit entlassen. Die Vereinigten Staaten behielten einige Jahrzehnte lang wirtschaftliche Sonderrechte und militärische Stützpunkte in den Philippinen. Sie spielen bis heute eine wichtige Rolle in der philippinischen Politik.

#### Frauenwahlrecht
1933 wurde im Repräsentantenhaus ein Gesetz verabschiedet, das ab Januar 1935 das Frauenwahlrecht vorsah. Dieses Gesetz war eine Ergänzung zum Abschnitt 431 des Verwaltungsgesetzbuches. Diese Ergänzung war mit dem Hare-Hawes-Cutting-Unabhängigkeitsgesetz (Hare-Hawes-Cutting Act) verknüpft, das bei der Abstimmung keine Mehrheit fand.
Bevor Frauen tatsächlich wählen konnten, wurde die Entscheidung von 1933 durch eine Verfassunggebende Versammlung 1934 widerrufen, die eine neue Verfassung ausarbeitete, die den veränderten Status der Philippinen als eines Commonwealth innerhalb der Vereinigten Staaten widerspiegeln sollte. Diese Versammlung entschied, die Einführung des Frauenwahlrechts an eine erfolgreiche Volksabstimmung über diese Frage zu knüpfen. Wahlberechtigt waren bei dieser Abstimmung nur Frauen, mindestens 300.000 Stimmen brauchte es für einen Erfolg. Über eine halbe Million Frauen ließen sich für die Abstimmung registrieren und 447.725 Frauen stimmten am 30. April 1937 dafür, Frauen das aktive und passive Wahlrecht auf derselben Ebene wie Männern zu geben. Dies geschah vor der Unabhängigkeit, noch unter US-amerikanischer Verwaltung, durch das Plebiscite Law, Commonwealth Act No. 34. Es wurde bei der Unabhängigkeit 1946 bestätigt.

### Philippinische Republik
Nach der Unabhängigkeit galt zunächst einmal die Verfassung von 1935 weiter, in der die Philippinen eine Präsidialrepublik nach amerikanischem Muster waren. Der Einfluss der Vereinigten Staaten blieb weiterhin sehr groß, unter anderem ließen sich die Vereinigten Staaten am 14. März 1947 für die Dauer von 99 Jahren die Hoheitsrechte über 23 Militärstützpunkte garantieren. Die Philippinen entsandten wiederum 1951 fünf Bataillone in den Koreakrieg, um den Vereinigten Staaten zu helfen.
Gegen Aufstände durch die kommunistischen Hukbalahap, eine ehemalige Widerstandsbewegung gegen die japanische Besatzung, gab es von den Vereinigten Staaten Ausrüstung und amerikanische Militärberater, unter anderem der CIA-Agent Edward Lansdale, der später in Vietnam eine wichtige Rolle spielen sollte. Um den Aufstand zu entschärfen, wurde in den 1950er Jahren die Umsiedlung armer Bauern in den Süden der Philippinen verstärkt gefördert.
Im Jahr 1963 kam es zu einem Konflikt mit Malaysia, da die Philippinen Sabah als früheren Bestandteil des Sultanats von Sulu beanspruchten. Diese Problematik ist bis heute offen. So verordnete die philippinische Präsidentin Gloria Macapagal-Arroyo, dass Sabah nicht als Teil Malaysias anerkannt wird, 2013 erinnerte das philippinische Außenministerium an die Verordnung.
Aufgrund von Konflikten zwischen christlichen Siedlern und muslimischen Einheimischen kam es in den 1960er Jahren immer mehr zu Konflikten im Süden der Philippinen. 1968 wurden einige muslimische Armee-Rekruten erschossen, die sich weigerten, an einer Geheimoperation zur Rückeroberung Sabahs teilzunehmen. Als Reaktion auf dieses Massaker bildeten sich die ersten separatistischen Bewegungen auf den Südphilippinen.
Im Jahr 1965 wurde der populäre junge Politiker Ferdinand E. Marcos zum Präsidenten gewählt. 1971 wurde Marcos als erster Präsident der Philippinen wiedergewählt, wobei die Wahl als solche sehr umstritten war. Im selben Jahr ließ Marcos eine verfassungsgebende Versammlung einberufen, um die veraltete Verfassung von 1935 zu ersetzen. Gegner von Marcos verdächtigten ihn deshalb des Versuches, die Beschränkung auf zwei Wahlperioden umgehen zu wollen. Ab 1970 hatte es Marcos außerdem sowohl mit dem First Quarter Storm zu tun, einer linken Studentenbewegung, die unter anderem seine Amtsführung, den pro-amerikanischen Kurs geißelte, als auch mit einer neuen maoistischen kommunistischen Guerilla, der New People’s Army (NPA) und der Alex Boncayao-Brigade (ABB).

### Marcos-Diktatur

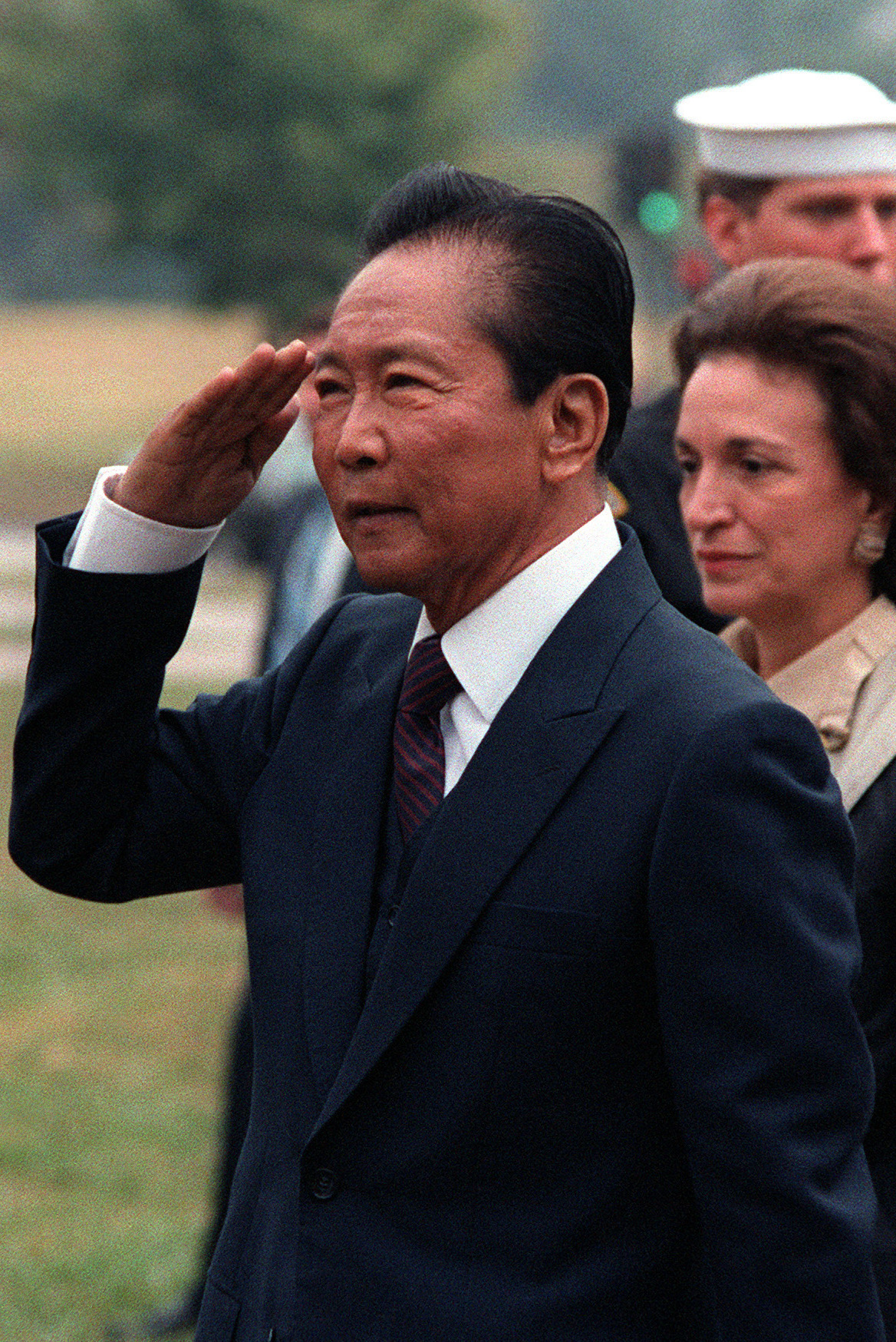
Ferdinand Marcos

Im Jahr 1972 gab es „Probleme in den muslimischen Gebieten“ und eine Serie von Bombenanschlägen, von denen man heute vermutet, dass sie von Militärs durchgeführt wurden, um Marcos einen Vorwand für das Kriegsrecht zu liefern. Am 21. September 1972 erklärte Marcos den Ausnahmezustand, ließ Oppositionszeitungen und -sender schließen und veranlasste die Inhaftierung zahlreicher Oppositioneller. 1973 ließ er eine neue parlamentarische Verfassung ratifizieren. Das Kriegsrecht wurde zwar 1980 aufgehoben und es kam 1981 sogar zu einer Parlamentswahl, bei der aber massive Wahlfälschung vermutet wurde.
Während der Marcos-Diktatur kam es zu massiven Repressalien gegen Oppositionelle. Manche wurden jahrelang in Untersuchungshaft gehalten, unter anderem der prominente Marcos-Rivale Benigno Aquino, Jr. Im Zuge der Bekämpfung der NPA kam es in manchen Provinzen zu Repressalien gegen die Landbevölkerung. Etliche Oppositionelle oder vermutete Kommunisten verschwanden entweder spurlos oder wurden schwer verstümmelt aufgefunden, eine Praxis, die vom Militär „salvaging“ genannt wurde. Unterdessen bereicherten sich Marcos, seine Frau Imelda und seine Freunde, während die Auslandsschulden der Philippinen immer weiter stiegen. Es wurde viel Geld für Prestigeprojekte ausgegeben, unter anderem für eine Herzklinik und einen Filmpalast.

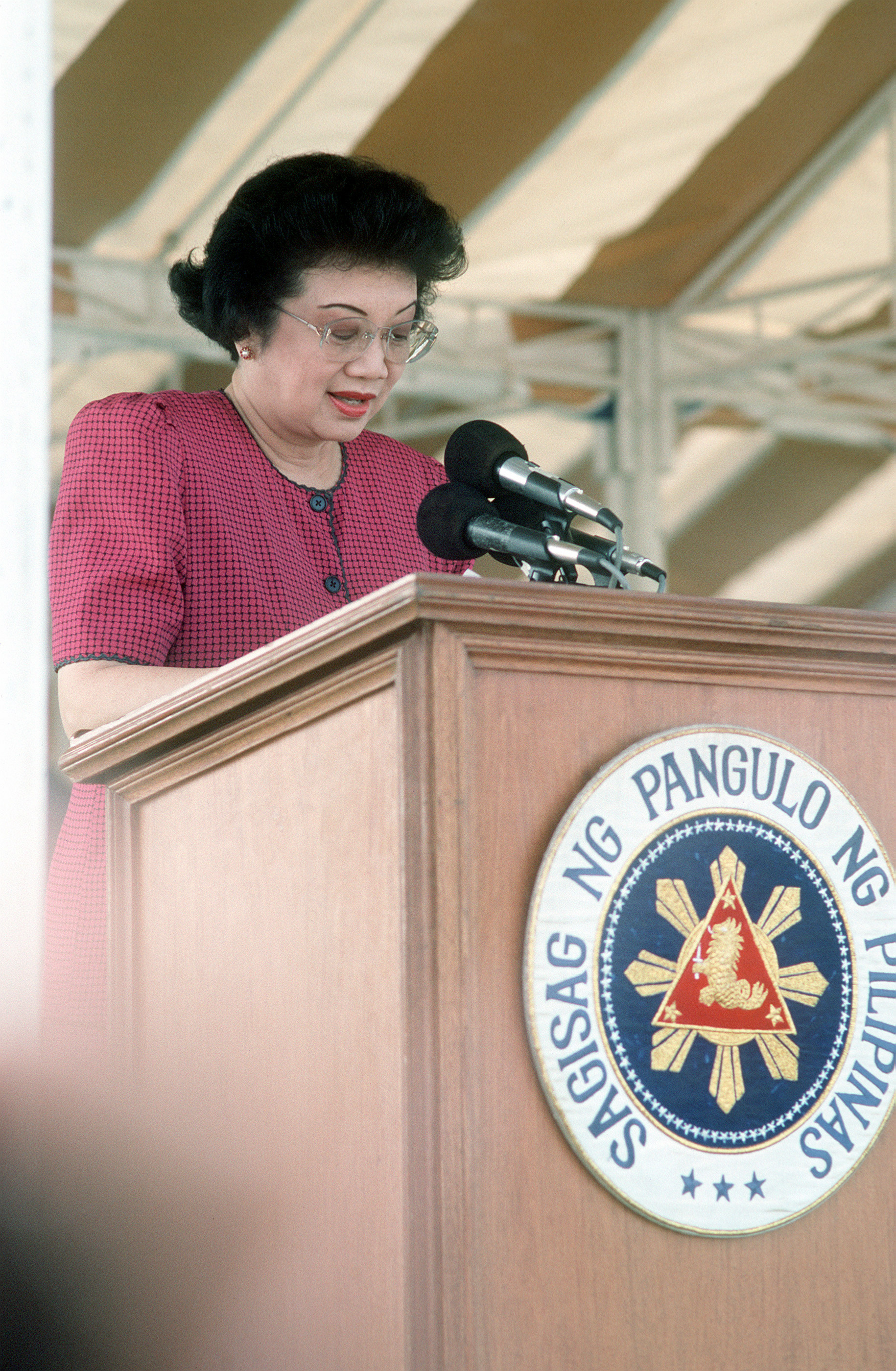
Corazon Aquino (1992)

Am 21. August 1983 wurde der Oppositionsführer Benigno Aquino bei dem Versuch, das Land am Flughafen von Manila zu betreten, ermordet. Daraufhin entwickelte sich eine breite Oppositionsbewegung gegen Marcos, der dieser mit vorgezogenen Neuwahlen zu begegnen versuchte. Nach der gefälschten vorgezogenen Präsidentschaftswahl vom Februar 1986 demonstrierten mehr als eine Million Filipinos auf der EDSA-Avenue in Manila und forderten Marcos Rücktritt. Die katholische Kirche unterstützte die Demonstranten, woraufhin die Demonstrationen sich über das gesamte Land ausweiteten und als EDSA-Revolution in die Geschichte eingingen. Durch die Weigerung des Militärs, die Demonstration gewaltsam aufzulösen, sah sich Marcos am 25. Februar 1986 gezwungen, in das US-amerikanische Hawaii zu fliehen. Die Witwe des ermordeten Benigno Aquino und Oppositionsführerin, Corazon Aquino, wurde am selben Tag als die neue Präsidentin vereidigt.

#### Nach dem Ende der Marcos-Diktatur
Corazon Aquino war von Februar 1986 bis 1992 Präsidentin der Republik der Philippinen. Während ihrer Präsidentschaft wurde 1987 eine neue Verfassung verabschiedet und 1988 eine Agrarreform durchgeführt. Während ihrer Amtszeit endete die US-Militärpräsenz in ihrem Heimatland. Mehrere Putschversuche von Marcos-treuen Militärs gegen ihre Regierung scheiterten. 1992 verzichtete sie zugunsten von Fidel V. Ramos auf eine Kandidatur für eine weitere Amtsperiode. Ramos wurde am 30. Juni 1992 als zwölfter Präsident der Republik der Philippinen vereidigt und blieb es bis 1998. In diesem Jahr gewann Joseph Estrada mit großem Abstand auf den Zweitplatzierten die Präsidentschaftswahl. Seine Wählerschaft bestand zum Großteil aus den einfachen Leuten, die sich von der reichen Elite der Philippinen zunehmend entfremdet fühlten und in Estrada einen Mann des Volkes sahen. Vizepräsidentin war Gloria Macapagal-Arroyo, die nach Korruptions- und Bestechungsvorwürfen gegen Estrada am 20. Januar 2001 durch das oberste Gericht der Philippinen in einer internationalen Kriterien kaum standhaltenden Entscheidung als Präsidentin eingesetzt wurde. Estrada verließ rasch den Präsidentenpalast und wurde am 12. September 2007 von einem Gericht der Korruption für schuldig befunden und verurteilt. Gloria Macapagal-Arroyo war vom 20. Januar 2001 bis zum 30. Juni 2010 Präsidentin der Philippinen, ein Amtsenthebungsverfahren wurde im September 2005 mit 158 Ja- und 51 Nein-Stimmen für beendet erklärt.
Antonio Trillanes führte zusammen mit Hauptmann Gerardo Gambala am 27. Juli 2003 eine Meuterei von 321 Soldaten an, die als sogenannte Oakwood Mutiny in die philippinische Zeitgeschichte einging. Am 24. Februar 2006 kam es zu einem weiteren Putschversuch in den Philippinen. Einheiten des Militärs hätten versucht, Präsidentin Macapagal-Arroyo abzusetzen. Sicherheitskräfte konnten den Versuch jedoch vereiteln. Diese Darstellung ist unter Kritikern jedoch umstritten. Die Wahlen 2007 brachten trotz massiver Einschüchterungs- und Fälschungsversuche einen Erdrutschsieg für die Opposition. Der wegen des Putschversuchs immer noch inhaftierte Trillanes gewann ohne jeden Wahlkampf einen Senatssitz.
Am 29. November 2007 gelang es den Verantwortlichen des Putschversuches von 2003, während einer Anhörung das Gerichtsgebäude von Manila zu verlassen und sich nach einem Marsch durch die Innenstadt von Makati in einem Hotel zu verschanzen. Angeführt wurde die Gruppe von Antonio Trillanes und dem Brigadegeneral Danilo Lim. Ein Aufruf an Soldaten, sich ihnen anzuschließen, blieb aber ohne Wirkung, und die Putschisten ergaben sich schließlich den Sicherheitskräften, als diese drohten, das Hotel zu stürmen.
Am 23. November 2009 kam es in der Provinz Maguindanao zu einem Massaker an Zivilisten, bei dem 57 Menschen ermordet wurden. Das Massaker stand im Zusammenhang mit den Wahlen vom 10. Mai 2010. Der Hauptverdächtige aus dem Ampatuanclan hatte angeblich für die damalige Präsidentin Macapagal Arroyo in den Jahren 2004 (Präsidentschaftswahlen) und 2007 (Senatswahlen, Zubiri) die Wahlen massiv gefälscht bzw. fälschen lassen. Die Opposition bekam jeweils 0 Stimmen. Der frühere Botschafter der Philippinen in den Vereinigten Staaten, Ernesto Maceda, verweist in einem Beitrag der oppositionellen Zeitung „The Daily Tribune“ vom 11. Dezember 2009 darauf, dass schon zuvor 200 Morde und andere Gräueltaten von den Ampatuans in der Gegend verübt wurden, ohne bisher juristische Konsequenzen zu haben. Der Regierung Arroyo wurde 2006 vorgeworfen, über 800 politisch motivierte Morde nicht aufgeklärt zu haben.
Bei der Wahl am 10. Mai 2010 wurde Benigno Aquino III. zum 15. philippinischen Präsidenten gewählt und war bis 2016 im Amt. Bei der Präsidentschaftswahl von 2016 erhielt der Kandidat der Partei PLP, Rodrigo Duterte, eine Mehrheit. Er hatte in erster Linie mit einer drakonischen Verfolgung und Bestrafung der Drogenkriminalität geworben. Am Tag seines Amtsantritts hielt er in einem Slum in Manila eine öffentliche Rede, in der er zur Ermordung von Drogensüchtigen, Drogenhändlern und Kriminellen aufrief. (siehe Drogenkrieg auf den Philippinen). Die internationale Gemeinschaft reagierte weitgehend hilflos.
2022 wurde der Sohn des ehemaligen Diktators, Ferdinand Marcos Jr., zum Präsidenten gewählt, nachdem er wie bereits Duterte 2016 in den sozialen Netzwerken gezielt Einfluss auf die jüngeren Bevölkerungsschichten der Philippinen genommen hatte. Bei einem Besuch von Marcos in China Anfang Januar 2023 wurde eine bessere Kommunikation vereinbart, um insbesondere die Territorialstreitigkeiten im Südchinesischen Meer zu entschärfen.

## Politik

### Grundsätzliches

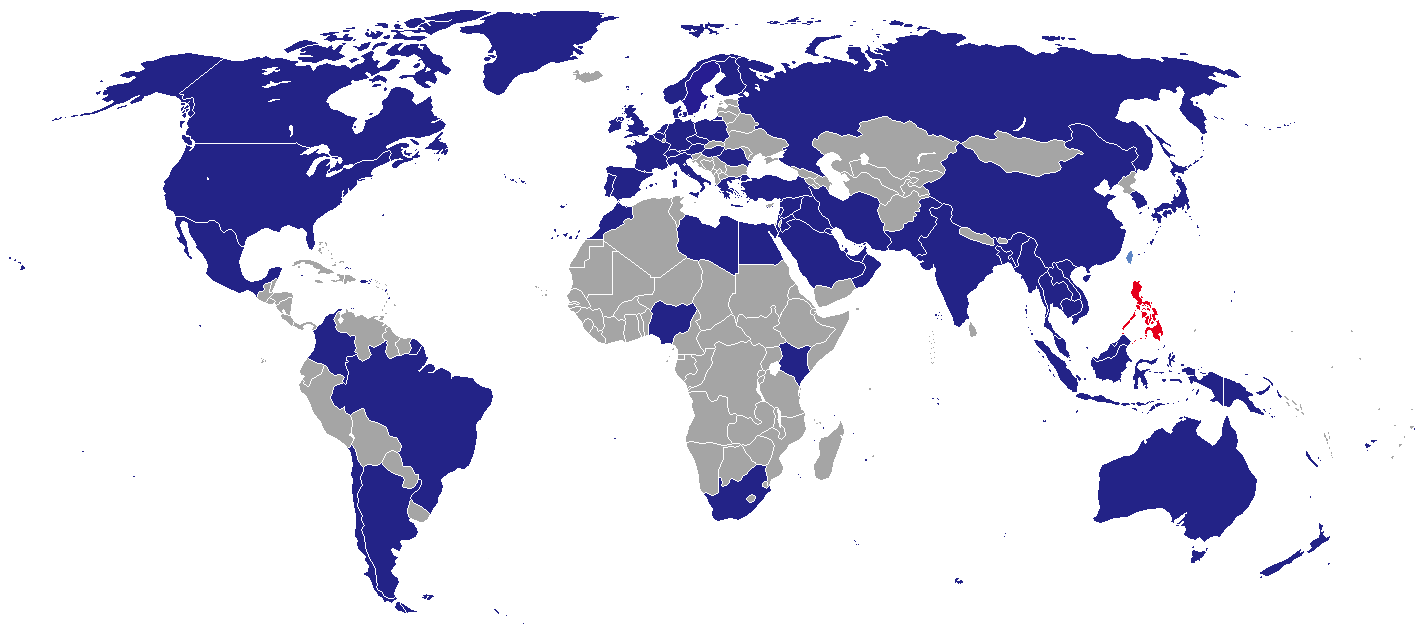
Standorte der diplomatischen Vertretungen der Philippinen

Am 11. Februar 1987 trat eine neue Verfassung in Kraft und seit 1987 sind die Philippinen wieder eine Präsidialrepublik. Der Präsident hat weitreichende exekutive Befugnisse. Er beruft das Kabinett ein. Der Kongress besteht aus Repräsentantenhaus und Senat. Es besteht de jure Wahlpflicht.
Die philippinische Politik ist sehr personenbezogen, so dass Parteien keine so große Rolle spielen. Viele philippinische Politiker gehören einer politischen Dynastie an: So ist zum Beispiel Macapagal-Arroyo die Tochter des ehemaligen Präsidenten Diosdado Macapagal oder der Sohn von Ferdinand Marcos, Ferdinand Marcos Jr., auch Bong-Bong genannt, Gouverneur der Heimatprovinz seines Vaters, Ilocos Norte, und der Sohn des ehemaligen Präsidenten Ramon Magsaysay, Ramon Magsaysay jr., ist Senator. Popularität und regionale Zugehörigkeitsgefühle zählen oft viel mehr als Sachthemen. In den letzten Jahren sind viele Schauspieler, ehemalige Basketballstars und ähnliche Medienpersönlichkeiten in die Politik gegangen.

### Politische Kultur

#### Politische Indizes
| Name des Index                     | Indexwert    | Weltweiter Rang | Interpretationshilfe | Jahr |
| ---------------------------------- | ------------ | --------------- | --- | ---- |
| Fragile States Index               | 75,1 von 120 | 64 von 179      | Stabilität des Landes: erhöhte Warnung 0 = sehr nachhaltig / 120 = sehr alarmierend Rang: 1 = fragilstes Land / 179 = stabilstes Land | 2024 |
| Demokratieindex                    | 6,63 von 10  | 51 von 167      | Unvollständige Demokratie 0 = autoritäres Regime / 10 = vollständige Demokratie                                                       | 2024 |
| Freedom in the World Index         | 58 von 100   | —               | Freiheitsstatus: teilweise frei 0 = unfrei / 100 = frei                                                                               | 2024 |
| Rangliste der Pressefreiheit       | 49,6 von 100 | 116 von 180     | Schwierige Lage für die Pressefreiheit 100 = gute Lage / 0 = sehr ernste Lage                                                         | 2025 |
| Korruptionswahrnehmungsindex (CPI) | 33 von 100   | 114 von 181     | 0 = sehr korrupt / 100 = sehr sauber                                                                                                  | 2024 |

#### Minderheitenkonflikte
Vor der Ankunft der Spanier bestanden die Philippinen aus Barangays (Gemeinden) verschiedener Völker und Stämme, die vielfältig untereinander vernetzt waren. Spanien kolonisierte den größten Teil des Archipels und in 300 Jahren entstand eine philippinische Mehrheitsidentität. In einigen Gebieten, wie in den Philippinischen Kordilleren mit den Stämmen der Igorot im Norden und den Gebieten der Moro und Lumad im Süden, wurden die Menschen kaum beeinflusst.
Die spanische Kolonialzeit prägte die unter ihrer Kontrolle stehenden Menschen: die erlittene Ausbeutung, das feudale Wirtschaftssystem, später das halbfeudale Hazienda-System, die zentralisierte Regierung, die christlichen und spanischen Einflüsse. Und sie schaffte die Minderheiten: die Menschen, die an der Peripherie der wirtschaftlichen, kulturellen und politischen Veränderungen lebten und ihre indigenen Traditionen bewahrten.

#### Terror und Konflikte
Vor allem im Süden Mindanaos kommt es immer wieder zu bewaffneten Auseinandersetzungen zwischen Rebellen der separatistischen MNLF (Nationale Befreiungsfront der Moros), der islamistischen MILF (Islamische Befreiungsfront der Moros) und Regierungstruppen. Die MNLF regiert heute die Autonomous Region in Muslim Mindanao (deutsch: autonome Region im muslimischen Mindanao), während die islamistische MILF sich weiter für einen eigenständigen Moslem-Staat einsetzt, der aus den Inseln Mindanao, Palawan, Basilan und dem Sulu-Archipel bestehen soll. Die Abu Sajaf sind wiederum eine terroristische Gruppe, die durch Entführungen und Anschläge bekannt wurde.
Im Zuge dieser Auseinandersetzungen kommt es auch immer wieder zu terroristischen Angriffen, wie etwa den Bombenanschlägen auf den internationalen Flughafen in Davao City im Frühjahr 2003 sowie auf ein Hafenterminal in Davao etwa zur selben Zeit. Beide Anschläge forderten mehrere Todesopfer. Des Weiteren kommt es immer wieder zu religiös begründeten Anschlägen auf christliche Kirchen. Aufgrund dieser Gefährdungssituation wurden unter anderem vom deutschen Auswärtigen Amt in der Vergangenheit mehrmals Reisewarnungen für die Philippinen herausgegeben und es wurde insbesondere von Reisen nach Mindanao abgeraten.
Es handelt sich nur oberflächlich betrachtet um einen reinen Religionskonflikt. Eine andere der zugrunde liegenden Ursachen ist beispielsweise das von den Vereinigten Staaten durchgesetzte Landgesetz von 1903, das Christen gestattete, bis zu 23 ha Land zu besitzen, während der Landbesitz für die muslimische und nichtchristliche Bevölkerung auf 10 ha begrenzt war. Dieses Gesetz bildete nur einen Baustein einer andauernden systematischen Enteignungskampagne. In den 1950er Jahren wurde die systematische Einwanderung christlicher Siedler nach Mindanao durch die philippinische Zentralregierung in Manila gefördert. Die muslimischen Einwohner wurden damit in ihren angestammten Gebieten zur Minderheit.
Diese Faktoren führten letztlich zu einem der größten vergessenen Kriege unserer Zeit: Der Bürgerkrieg auf Mindanao forderte von den 1970er Jahren bis 2002 nach Angaben der Weltbank mindestens 120.000 Opfer, die Mehrzahl von ihnen Zivilisten. Zahlreiche Versuche zu ernsthaften Friedensabschlüssen zu gelangen, scheiterten bisher, unter anderem an einer fehlenden langfristigen Perspektive für die Region, die einen fairen Interessenausgleich aller Beteiligten und Betroffenen bietet.
Am 27. März 2014 unterzeichneten die philippinische Regierung und die islamische Befreiungsfront der Moros (MILF) das Friedensabkommen zur Schaffung der politisch selbständigen Region Bangsamoro im Süden der Philippinen.
Ende Mai 2017 verhängte Präsident Duterte das Kriegsrecht über Mindanao, nachdem in der Stadt Marawi etwa 100 islamistische Rebellen Angriffe durchgeführt hatten. (Siehe hierzu auch: Schlacht um Marawi 2017). Dieser Konflikt führte zu einem stärkeren Engagement Chinas, das der Regierung Duterte im Sommer 2017 Militärhilfe im Wert von mehreren Millionen Dollar zukommen ließ.

#### Menschenrechte
Seit Ende der 1960er Jahre schwelt in den Philippinen ein bewaffneter Konflikt zwischen muslimischen Guerillatruppen (insbesondere MILF, MNLF, Abu Sajaf), linksgerichteten Guerillatruppen (insbesondere New People’s Army (NPA)), Paramilitärs insbesondere den legalen Citizen Armed Force Geographical Unit (CAFGU) und der regulären philippinischen Armee. Sämtliche beteiligte Parteien machten und machen sich schwerster Menschenrechtsverletzungen schuldig. Die Opfer stammen mehrheitlich aus der Zivilbevölkerung. Besonders gefährdet sind Umweltaktivisten, Journalisten, Menschenrechtler, Gewerkschaftsvertreter, Kleinbauern, indigene Gemeinschaften und vermeintlich linksgerichtete NGOs. Sehr viele Menschen wurden während dieser Konflikte aus ihren angestammten Orten gewaltsam vertrieben, insbesondere aus Mindanao, dort mussten rund eine halbe Million Menschen während der letzten großen militärischen Auseinandersetzung 2008/2009 aus ihren Dörfern fliehen.
Die philippinische Regierung verabschiedete 2011 einen „Internal Peace and Security Plan“ (IPSP) oder „Operationsplans Nachbarschaftshilfe“ (Oplan Bayanihan), um die Aufstandsbekämpfung weiter voranzutreiben. Die Erfolge sind jedoch mager, führten vielmehr zu einer verstärkten Militarisierung der Gesellschaft.
Präsident Rodrigo Duterte bekräftigte bereits in seinem Wahlkampf, dass er die Kriminalität in den Philippinen ausrotten und Drogendealer erschießen lassen will. Er befürwortete auch eine Lynchjustiz gegen Drogenabhängige. Menschenrechtler werfen Duterte vor, zahlreiche Todesschwadronen geduldet zu haben, die Hunderte Drogendealer umbrachten. Zahlreiche Medien berichteten, dass seit dem Amtsantritt von Duterte bereits 465 mutmaßliche Rauschgifthändler umgebracht worden seien. Mehr als 160 Richtern, Polizisten und Militärs wirft Duterte unter anderem Mittäterschaft vor, da sie, laut seinen Angaben, direkte Verbindungen zur Drogenmafia pflegen. In einer Rede, die er am 7. August 2016 in Davao hielt, nannte er namentlich neun Richter sowie mehr als 50 amtierende oder ehemalige Abgeordnete, Bürgermeister und andere Politiker, die angeblich in den Rauschgifthandel verwickelt seien. Auch im Ruhestand befindliche Polizisten und Militärs wurden aufgefordert, sich beim Obersten Gericht oder ihren Vorgesetzten zu melden. In seiner Rede gab er in derselben Weise bekannt, dass er mit zahlreichen Beschuldigungen auch falsch liegen könnte. Der Sekretär der Presidential Communications Group, Martin Andanar, gab bekannt, dass gegen die Verdächtigen Strafverfahren eingeleitet werden würde.

#### Pressefreiheit
In der Medienbranche dürfen nur Medien betrieben werden, deren Firmen zu 100 Prozent Eigentum von philippinischen Staatsbürgern sind. Dem kritischen Nachrichtenportal Rappler drohte deswegen im Januar 2018 die Schließung. Es gibt im Land gut 600 Radiosender, welche sich einem erhöhten Druck der Regierung Duterte gegenübersahen.
Im Jahr 2020 verweigerte Präsident Rodrigo Duterte dem regierungskritischen Sender ABS-CBN Corporation eine weitere Sendelizenz.

### Außenpolitik
Der Philippine Foreign Service Act of 1991 machte die folgenden drei Leitlinien zu den Säulen der nationalen Außenpolitik:
- Wahrung und Sicherung der nationalen Sicherheit
- Förderung und Verwirklichung der wirtschaftlichen Sicherheit
- Schutz der Rechte und Förderung des Wohlergehens und der Interessen von Filipinos in Übersee.

Die Philippinen sind seit dem Beginn der Unabhängigkeit einer der engsten Verbündeten der Vereinigten Staaten in Asien. Mit den USA bestehen aufgrund der gemeinsamen Vergangenheit, der englischen Sprache und der großen Anzahl an Filipinoamerikanern (über 4 Millionen) sehr enge Verbindungen auf verschiedenen Ebenen. Das Land steht seit 2003 auf der Liste der Major non-NATO ally und gehört damit zu den engsten diplomatischen und strategischen Partnern der USA außerhalb der NATO. Durch das Enhanced Defense Cooperation Agreement von 2014 haben die USA Zugang zu philippinischen Militärbasen und beide Streitkräfte halten jährliche Militärübungen ab. Unter Präsident Duterte erfolgte eine Distanzierung von den USA, welche sein Nachfolger Marcos Jr. allerdings wieder rückgängig machte.
Die Philippinen sind Mitglied der UN, ASEAN, APEC, der Lateinischen Union und vieler weiterer internationaler Organisationen. Zur Volksrepublik China bestehen enge wirtschaftliche Verbindungen, die Beziehungen werden allerdings vom Territorialkonflikt im südchinesischen Meer mit China überschattet. Die Kooperation und zunehmende wirtschaftliche Integration im Rahmen der ASEAN sind ebenfalls ein wichtiger Aspekt der Außenpolitik. Als weitere Prioritäten werden gute Beziehungen zu Japan (mit dem seit 2024 ein Verteidigungspakt besteht) und der islamischen Welt, die Förderung des Tourismus und der Auslandsinvestitionen, der Umweltschutz und die Sicherung der Meeresgrenzen genannt.
2006 wurden die Philippinen für ein Jahr in den UN-Menschenrechtsrat (englisch Council on Human Rights) aufgenommen. Eine Wiederwahl ist möglich, allerdings auch eine Abwahl wegen massiver Menschenrechtsverletzungen im eigenen Land. Der im Dezember 2006 in Cebu geplante ASEAN-Gipfel wurde kurzfristig angeblich wegen des Wetters abgesagt. Von der Opposition wurde jedoch auch die Angst vor Massenprotesten gegen Versuche, die Verfassung ohne entsprechende Verfahren zu ändern, angeführt. Anfang 2007 informierte sich der UN-Beauftragte Philip Alston über die umstrittene Menschenrechtslage. Nach anfänglichem Widerstand erhielt er den unveröffentlichten vorläufigen Bericht der sogenannten „Melo-Kommission“. Hier wird zum ersten Mal auch von offizieller Seite die Verwicklung des Militärs, besonders des Generals Palparan, in die politischen Morde an Linken belegt.

### Militär
Die philippinischen Streitkräfte wurden nach der Unabhängigkeit 1950 neu strukturiert; es bildeten sich die Teilstreitkräfte Armee, Marine, Luftwaffe und eine paramilitärische Gendarmerie. Die heutige moderne Berufsarmee ohne Wehrpflicht hatte 2021 eine Stärke von 125.000 Soldaten, zuzüglich 130.000 Reservisten.
Das Land gab 2020 knapp 1,0 Prozent seiner Wirtschaftsleistung oder 4,25 Milliarden Dollar für seine Streitkräfte aus.

## Wirtschaft

### Überblick

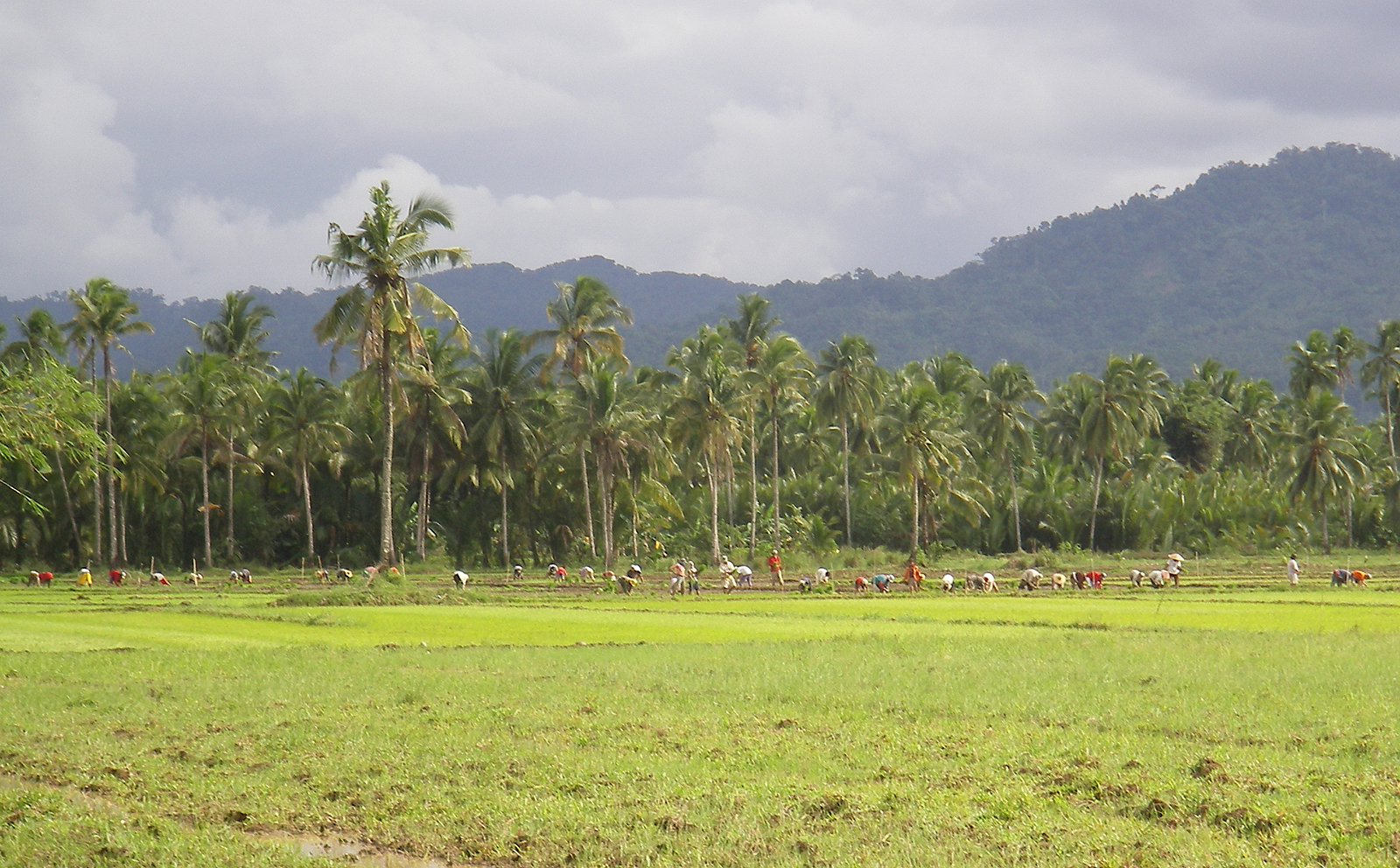
Reisanbau auf Mindanao

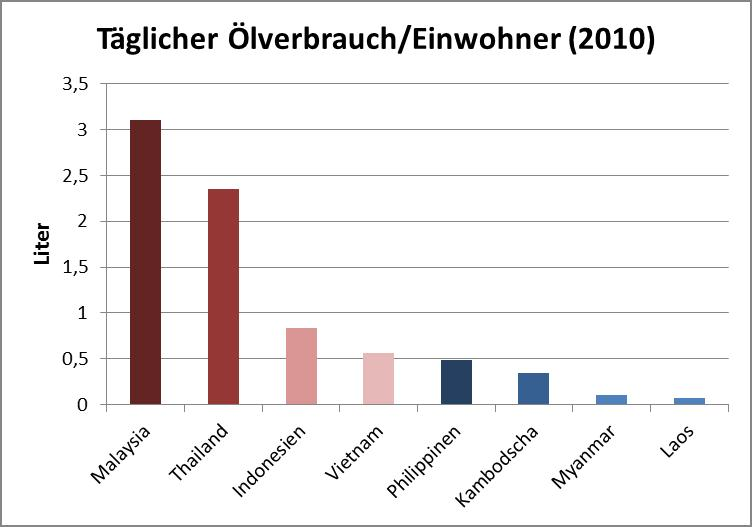
Täglicher Ölverbrauch einiger Länder in Südostasien, Liter pro Tag/Einwohner

- Währung: 1 Philippinischer Peso = 100 Centavos
- 1 EUR = 66,347 PHP (30. Juli 2025)[130]
- BIP: 304 Milliarden US-Dollar (2016)
- Wertpapierbörse: Philippine Stock Exchange
- Leitindex: Philippine Stock Exchange Index

Obwohl die Philippinen zu den aufstrebenden Next Eleven gerechnet werden, gehören sie zu den, aus europäischer Sicht gesehenen, ärmeren Ländern. Es herrscht ein starker wirtschaftlicher Gegensatz zwischen einer kleinen reichen Oberschicht und der breiten Bevölkerungsmehrheit. In der Metropolregion Manila etwa gibt es einerseits die saubere und sichere Wolkenkratzerstadt Makati City mit zahlreichen internationalen Unternehmen, auf der anderen Seite aber auch viele ausgedehnte Slums ohne ausreichende Wasser- und Stromversorgung. Weiterhin lässt sich ein deutliches Nord-Süd-Gefälle im Einkommen feststellen. Während auf der Hauptinsel Luzon (im Norden) eine exportorientierte Industrie (vor allem im Bereich der Textil-, Automobil- und Elektronikindustrie) präsent ist, herrscht im südlichen Mindanao weitgehend die Landwirtschaft (Reisanbau) vor. Die wichtigsten Handelspartner sind die Volksrepublik China, die Vereinigten Staaten und Japan. Exportgüter sind vor allem Elektronik, Maschinen und Transportmittel. Die Wirtschaftsleistung der Philippinen legte in den letzten Jahren konstant um 6 bis 7 Prozent jährlich zu, was sie zu einer der am schnellsten wachsenden Volkswirtschaften der Welt macht.
Die Arbeitslosenquote lag im Jahr 2017 bei 5,7 %, allerdings sind viele Beschäftigungsverhältnisse informeller Natur und Unterbeschäftigung ist weit verbreitet. 2017 arbeiteten 25,4 % aller Arbeitskräfte in der Landwirtschaft, 18,3 % in der Industrie und 56,3 % im Dienstleistungssektor. Die Gesamtzahl der Beschäftigten wird für 2017 auf 42,8 Millionen geschätzt; davon sind 39,9 % Frauen.
Ein großes wirtschaftliches Hemmnis stellt die Versicherung von Geldeinlagen bei philippinischen Banken dar. Nur Beträge bis 250.000 Peso (ca. 5.000 EUR) sind versichert. Dies gilt auch, wenn die Einlagen auf verschiedenen Konten bei derselben Bank hinterlegt sind. Ein weiteres Hemmnis ist die verbreitete Korruption.
Die Philippinen haben aufgrund der weitverbreiteten Englischkenntnisse einen sehr starken Dienstleistungssektor. Vor allem Callcenter, die für amerikanische Firmen arbeiten, sind in den Philippinen sehr zahlreich. Gegenüber indischen Callcenter-Mitarbeitern haben Filipinos für den amerikanischen Markt den Vorteil, dass sie mit einem verständlicheren Akzent Englisch sprechen und mit amerikanischen Ausdrücken besser vertraut sind.
Weitere Dienstleistungszweige sind Buchhaltung und Softwareentwicklung, da philippinische Hochschulabsolventen in diesen Bereichen sehr gut ausgebildet sind, aber trotzdem recht niedrige Gehälter haben.
Der Tourismussektor wächst stark. 2016 wurde das Land von ca. 6 Millionen Touristen besucht, die Ausgaben in Höhe von 5,1 Milliarden US-Dollar machten. Seit 2010 haben sich Touristenankünfte damit fast verdoppelt.

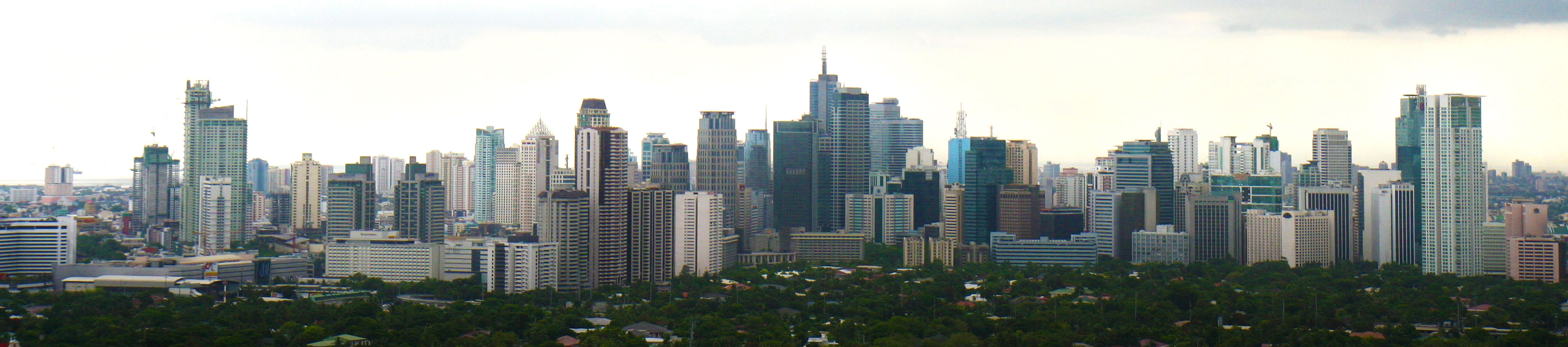
Panorama von Makati City (Metro Manila), dem Finanzzentrum der Philippinen

Der Grundstückserwerb ist ausschließlich durch philippinische Staatsbürger möglich, Ausländer können nur unter bestimmten Voraussetzungen Grundstücke erwerben. Hintergrund ist der häufige Missbrauch, wie zum Beispiel in internationalen Versteigerungen. Es ist allerdings möglich, als Ausländer die philippinische Staatsangehörigkeit zu erwerben.
Im Global Competitiveness Index, der die Wettbewerbsfähigkeit eines Landes misst, belegen die Philippinen Platz 56 von 137 Ländern (Stand 2017–2018).
| Jahr                                    | 2010  | 2015  | 2016  | 2017  | 2018  | 2019  | 2020   | 2021    | 2022    | 2023    |
| --------------------------------------- | ----- | ----- | ----- | ----- | ----- | ----- | ------ | ------- | ------- | ------- |
| BIP in Mrd. USD (Kaufkraftparität)      | 490,5 | 713,9 | 772,2 | 840,5 | 914,9 | 988,8 | 923,4  | 1.001,8 | 1.154,6 | 1.262,5 |
| BIP pro Kopf in USD (Kaufkraftparität)  | 5.267 | 7.080 | 7.531 | 8.069 | 8.651 | 9.216 | 8.456  | 9.101   | 10.408  | 11.281  |
| BIP-Wachstum (real)                     | 7,3 % | 6,3 % | 7,1 % | 6,9 % | 6,3 % | 6,1 % | −9,5 % | 5,7 %   | 7,6 %   | 5,5 %   |
| Inflation (in Prozent)                  | 3,7 % | 0,7 % | 1,2 % | 2,9 % | 5,3 % | 2,4 % | 2,4 %  | 3,9 %   | 5,8 %   | 6,0 %   |
| Staatsverschuldung (in Prozent des BIP) | 48 %  | 40 %  | 37 %  | 38 %  | 37 %  | 37 %  | 52 %   | 57 %    | 57 %    | 56 %    |

### Außenhandel
| Entwicklung des Außenhandels (Außenhandel in Mrd. US-Dollar und seine Veränderung gegenüber dem Vorjahr in %) | Entwicklung des Außenhandels (Außenhandel in Mrd. US-Dollar und seine Veränderung gegenüber dem Vorjahr in %) | Entwicklung des Außenhandels (Außenhandel in Mrd. US-Dollar und seine Veränderung gegenüber dem Vorjahr in %) | Entwicklung des Außenhandels (Außenhandel in Mrd. US-Dollar und seine Veränderung gegenüber dem Vorjahr in %) | Entwicklung des Außenhandels (Außenhandel in Mrd. US-Dollar und seine Veränderung gegenüber dem Vorjahr in %) | Entwicklung des Außenhandels (Außenhandel in Mrd. US-Dollar und seine Veränderung gegenüber dem Vorjahr in %) | Entwicklung des Außenhandels (Außenhandel in Mrd. US-Dollar und seine Veränderung gegenüber dem Vorjahr in %) |
| --- | --- | --- | --- | --- | --- | --- |
| | 2019 | 2019 | 2020 | 2020 | 2021 | 2021 |
| | Mrd. US$ | % gg. Vj. | Mrd. US$ | % gg. Vj. | Mrd. US$ | % gg. Vj. |
| Einfuhr | 117,2 | 1,9 | 95,1 | −18,9 | 124,4 | 30,8 |
| Ausfuhr | 70,9 | 5,1 | 65,2 | −8,1 | 74,6 | 14,4 |
| Saldo | −46,3 | | −29,9 | | −49,8 | |
| Quelle: GTAI                                                                                                  | | | | | | |

Haupthandelspartner der Philippinen (2021), Quelle: GTAI
| Export (in Prozent) nach | Export (in Prozent) nach | Import (in Prozent) von | Import (in Prozent) von |
| ------------------------ | ------------------------ | ----------------------- | ----------------------- |
| Vereinigte Staaten       | 15,9                     | Volksrepublik China     | 22,7                    |
| Volksrepublik China      | 15,5                     | Japan                   | 9,5                     |
| Japan                    | 14,4                     | Südkorea                | 7,7                     |
| Hongkong                 | 13,3                     | Indonesien              | 7,3                     |
| Singapur                 | 5,6                      | Vereinigte Staaten      | 6,7                     |
| Thailand                 | 4,6                      | Singapur                | 5,8                     |
| Deutschland              | 3,9                      | Thailand                | 5,8                     |
| sonstige Staaten         | 26,8                     | sonstige Staaten        | 34,5                    |

### Staatshaushalt
Der Staatshaushalt umfasste 2016 Ausgaben von umgerechnet 48,7 Milliarden US-Dollar, dem standen Einnahmen von umgerechnet 45,5 Milliarden US-Dollar gegenüber. Daraus ergibt sich ein Haushaltsdefizit in Höhe von 0,9 % des BIP.
Die Staatsverschuldung betrug 2016 105,5 Milliarden US-Dollar oder 33,7 % des BIP.
2020 betrug der Anteil der Staatsausgaben (in Prozent des BIP) folgender Bereiche:
- Gesundheit: 5,1 %
- Bildung: 3,7 %
- Militär: 1,5 % (2023)

### Auslands-Filipinos
Einen bedeutenden Wirtschaftsfaktor stellen die Filipinos dar, die im Ausland als sogenannte Overseas Filipino Worker (OFW) arbeiten. Die Überweisungen dieser Gastarbeiter betrugen im Jahr 2016 ca. 30,6 Milliarden US-Dollar, was knapp 10 % der Wirtschaftsleistung war.
Etwa acht Millionen Filipinos (ca. 9 % der Gesamtbevölkerung von 89.468.677 Einwohnern) arbeiten ständig im Ausland, philippinische Frauen besonders häufig in Hongkong, Singapur, Taiwan und arabischen Ländern. In einer Studie in Norwegen zeigte sich, dass viele der philippinischen Migrantinnen zwar höhere Bildungsabschlüsse und Ausbildungen besitzen, allerdings arbeiten sie vor allem in einfachen Tätigkeiten als Haus- oder Kindermädchen, oder als Kassiererin. In den Vereinigten Staaten lebt allerdings die größte Anzahl an Auslands-Filipinos mit knapp 4 Millionen Menschen philippinischer Abstammung 2015. Mit den Einkünften können verhältnismäßig große Projekte in der Heimat verwirklicht werden. Die monatlichen Zahlungen von Filipinos nach Hause machen eine große Summe aus.
Aufgrund der guten Ausbildung und guter Englischkenntnisse finden sich philippinische Auswanderer in den Vereinigten Staaten, Kanada, Australien, Neuseeland und Europa (Großbritannien, Italien, Spanien, Frankreich, Deutschland, Österreich und der Schweiz) gut zurecht. Sie arbeiten häufig im Gesundheitswesen, meistens als Techniker und Technologen, aber auch als Mediziner und Krankenpfleger sowie als Erzieher, Hauspersonal und in der Gastronomie. Philippinische Männer sind auf großen Kreuzfahrtschiffen weltweit zu finden, hauptsächlich in Wäschereien, als Musiker oder als Dienstpersonal. Auf Frachtschiffen dienen sie als Besatzungsmitglieder oder auch als Schiffsmeister und -offiziere. Da viele gut ausgebildete Filipinos ins Ausland ziehen, leidet die einheimische Wirtschaft unter dem Verlust von Fachkräften (Talentabwanderung); auch der Heiratsmarkt wird dadurch ausgetrocknet. Andererseits kommen durch die Auslandstätigkeit Devisen ins Land.
Die Regierung erwägt die Wiedereinführung einer fünfprozentigen Einkommensteuer für alle im Ausland beschäftigten Filipinos, um Geld in den Staatshaushalt fließen zu lassen. Dieses Vorhaben stößt jedoch auf großen Widerstand der Betroffenen.

## Infrastruktur

### Energiesektor
Zur Energieerzeugung werden Öl, Erdgas, Holz, Kohle und in zunehmendem Maße auch regenerative Energieträger, wie Wasserkraft und Geothermie, verwendet. In den letzten Jahrzehnten wurden große Wasserkraftwerke am Agus (418 MW), Angat- (246 MW), Magat- (381 MW), Pantabangan-Stausee (100 MW) und am Caliraya-See errichtet. Die Philippinen sind weltweit der zweitgrößte Nutzer von Geothermiekraftwerken. Große Geothermiekraftwerke sind zum Beispiel die Geothermie-Kraftwerke Bacon-Manito I und II, in den Pocdolbergen, das Palinpinon-Geothermalfeld am Cuernos de Negros und die Naglabong- und Tiwi-Thermalquellenfelder am Vulkan Malinao. Die Gesamtenergieleistung des Landes aus geothermalen Quellen betrug 2007 1,931 GW. Die Philippinen haben aufgrund ihrer Insellage ein großes Potenzial der Erzeugung elektrischen Stromes aus Windenergie. Das von der United States Department of Energy wind mapping survey erstellte Datenmaterial legt ein Potenzial von über 70 GW nahe. Ein 40 MW großer Windpark wurde in Ilocos Norte 2002 in Betrieb genommen.
Solarenergie soll vor allem für den lokalen Bedarf genutzt werden. So wurden in 150 abgelegene Dörfer Solaranlagen installiert. Es ist geplant, insgesamt 15.000 Solaranlagen für den häuslichen Bedarf zu installieren. Biogas wird in den Philippinen bislang nur selten genutzt. Seit 2005 entstand lediglich in Victorias City ein Pilotkraftwerk, das ausgelegt ist für die Produktion von 51 MW elektrischen Stroms; es werden hierfür Abfälle aus der Zuckerrohrproduktion verwendet. Für die Nutzung der Meeresströmungen sollen zwei Meeresströmungskraftwerke in der San-Bernardino-Straße und der Straße von Surigao getestet werden.
Durch die Entdeckung des Malampaya-Erdgasfeldes, vor der Küste Palawans, konnten die Philippinen ihre Abhängigkeit von den Importen wie Kohle und Erdöl verringern. Die Förderung von Erdgas wurde 2001 aufgenommen, hierfür war der Bau einer 501 km langen Pipeline nach Batangas City die Voraussetzung. Insgesamt wurden im Großraum Manila sechs Kraftwerke neu gebaut oder umgerüstet. Sie erbrachten 2007 zusammen eine Leistung von 4,88 GW; bis 2012 soll dieser Wert bis auf ca. 8 GW gesteigert werden. Es ist vorgesehen, eine weitere Pipeline in die Visayas und auf die Insel Mindanao zu verlegen.
Der Mix der Primärenergieträger in den Philippinen sah 2003 folgendermaßen aus: 40 % Erdöl, 11 % Kohle, 9 % Geothermie, 6 % Erdgas, 4 % Wasserkraft und ca. 30 % andere Energieträger. Der Anteil der erneuerbaren Energieträger lag 2003 bei 43 % an der Gesamtenergieerzeugung und soll weiter ausgebaut werden. Die der erneuerbaren Energien lag bei 15 %. Im Jahr 2007 wurden in den Philippinen 59.612 GWh elektrischer Strom erzeugt. Bei deren Erzeugung verteilte sich der Energieträgermix wie folgt: Erdgas 31,5 %, Kohle 28,2 %, Geothermie 17,1 %, Wasserkraft 14,4 %, Erdöl 8,6 % und 0,1 % andere Energien. Der primäre Verbrauch von Erdöl beschränkt sich weitestgehend auf den Transportsektor, dieser betrug 2007 ca. 74 % des Gesamtverbrauchs. Die Philippinen gehören zu den kleineren Emittenten von klimaschädlichen Treibhausgasen. Ohne die Montanindustrien, wie der Agrar- und Waldwirtschaft, betrugen die Emissionen ca. 142 Millionen Tonnen im Jahr 2005. Der Ausstoß der erzeugten Treibhausgase erreichte in den Jahren 1997 bis 2005 ihren Höhepunkt und nahm seitdem signifikant ab, trotz des wirtschaftlichen Wachstums von durchschnittlich 4 %. Er lag im Jahr 2007 auf einem Niveau, das dem der frühen 1980er Jahre entsprach.

#### Elektrizitätsversorgung
Im Jahre 2016 lagen die Philippinen bzgl. der installierten Leistung mit 22,13 GW an Stelle 39 und bzgl. der jährlichen Erzeugung mit 86,59 Mrd. kWh an Stelle 36 in der Welt. Der Elektrifizierungsgrad lag 2019 bei 96 % (100 % in den Städten und 93 % in ländlichen Gebieten). Die Philippinen waren 2016 bzgl. der Stromerzeugung autark; weder importierte noch exportierte das Land Elektrizität.

### Verkehr
Das Verkehrswesen des Inselstaates basiert überwiegend auf Schifffahrt, Luftfahrt und Straßenverkehr.
Auf den großen Inseln verkehren zwischen den großen Städten Reisebusse im regelmäßigen Linienverkehr, die überwiegend klimatisiert sind. In der Hauptstadt Manila verkehrende Busse werden „ordinary“ genannt. Fast im ganzen Land dominieren in den Städten die Jeepneys im Kurzstreckenverkehr, gefolgt von der Autorikscha und dem Fahrradtaxi für den Ultrakurzstreckenverkehr.
Das gesamte Straßennetz umfasste 2014 etwa 216.387 km, wovon 61.093 km asphaltiert sind.
Im überregionalen Verkehr dominiert die Schifffahrt, gefolgt vom Luftverkehr. Die größte Schifffahrtsgesellschaft im Personenverkehr ist die SuperFerry Cooperation, gefolgt von Negros Navigation. Beide Gesellschaften bieten auf den ganzen Philippinen Fährverbindungen, auch im Langstreckenverkehr, an. Regional in den Visayas arbeitet die Trans Asia Shipping, daneben bieten zahlreiche kleinere Gesellschaften regionale Fährverbindungen an.
Das Flugzeug ist das schnellste Transportmittel in den Philippinen. Größte Fluggesellschaft des Landes ist die Philippine Airlines, die internationale Strecken in die Regionen Nordamerika, Ostasien, Südostasien und den Mittleren Osten anbietet. Ihr Inlandsableger ist die PAL Express. Größte Inlandsfluggesellschaft ist die Cebu Pacific, sie bietet Flüge in alle Regionen des Landes an. Kleinere Fluggesellschaften sind die Philippines AirAsia und die Cebgo. Die beiden wichtigsten internationalen Flughäfen in den Philippinen sind der Ninoy Aquino International Airport in Manila und der Flughafen Mactan-Cebu.
Das Eisenbahnwesen ist wenig entwickelt und besteht im Wesentlichen aus einer einzigen Bahnstrecke der Philippine National Railways (PNR) in die Bicol Region. Die Verbindung nach San Fernando und San Jose City soll nach dem Willen der Regierung wieder aufgebaut werden. Weitere Bahnprojekte existieren auf der Insel Panay und Mindanao. In Manila besteht ein modernes Stadtbahnsystem (in Hochbahn-Ausführung), die Mass Rapid Transit Manila (auf der Trasse der EDSA-Avenue), und die Light Rapid Transit (direkte Nord-Süd-Verbindung). Die Preise lagen im April 2013 unter 0,30 Euro für die volle Streckenlänge.

## Kultur

### Grundsätze
Das, was gemeinhin unter philippinischer Kultur verstanden wird, ist die Kultur der christlichen Tieflandbewohner, die die Mehrheit bilden und unter spanischer Herrschaft standen. Die Hochlandbewohner sowie philippinische Muslime und philippinische Chinesen unterscheiden sich in ihren Sitten und Bräuchen zum Teil erheblich von der Mehrheitsgesellschaft. Ansonsten ist in den Philippinen überall der amerikanische Einfluss spürbar, auch wenn dieser nicht so tiefgreifend war wie der Einfluss von mehr als dreihundert Jahren spanischer Kolonialherrschaft und Katholizismus.
Die Philippinen sind eines der wenigen Länder, in denen Ehescheidungen verboten sind. Unter bestimmten Voraussetzungen und komplizierten Verfahren kann eine Ehe nachträglich annulliert werden. Aus diesem Grund lassen sich viele philippinische Ehepaare in der Dominikanischen Republik scheiden. Ehebruch steht ebenfalls unter Strafe.
Bei Heirat eines philippinischen Staatsangehörigen im Land ist zuvor eine „Ehefähigkeitsbescheinigung“ (englisch: Legal Capacity) vom Bräutigam vorzulegen. Dieses Dokument wird vom zuständigen Standesamt im Ursprungsland ausgestellt und muss von der jeweiligen Botschaft bestätigt werden. Wegen der zahlreichen Fälschungen erkennt die Deutsche Botschaft in Manila mittlerweile (seit 2001) keinerlei philippinische Dokumente ohne aufwändige persönliche Nachprüfungen an.

### Spanischer Einfluss
Auswirkung von Fremdzugehörigkeiten
Die spanische Sprache konnte sich in der Mehrheit der Bevölkerung nicht durchsetzen, obwohl die Spanier rund 330 Jahre die Insel beherrschten, weil sie – anders als in Mittel- und Südamerika – in den Philippinen mehr am Handel und weniger an der Vermischung zweier Kulturen interessiert waren. Spanisch wurde den Einheimischen anfangs nicht beigebracht, vielmehr lernten die spanischen Priester und Mönche die einheimischen Sprachen und bildeten einige wenige Einheimische, sogenannte ladinos, als Übersetzer aus. Am 20. Dezember 1863 unterzeichnete Königin Isabella II. von Spanien ein königliches Dekret, welches die notwendigen Bestimmungen für die Schaffung eines Grundschulsystems von öffentlichem, universellem und kostenlosen Charakter festlegte. Seit der Implementierung dieses verpflichteten Schulsystems wurde auch die spanische Sprache von der Grundschule an in vielen Schulen landesweit gelehrt. Nach einigen Jahrzehnten und dem Bau hunderter weiterer neuer Schulen sprach bereits ein erheblicher Anteil der Einheimischen die spanische Sprache.
In der amerikanischen Kolonialzeit wurde allerdings das Englische sehr stark zu Lasten des Spanischen gefördert. Daher sprechen nunmehr weniger als 5.000 Filipinos Spanisch als Muttersprache. 
Das Spanische – sowie die Aussprache spanischer Lehnwörter – ist in den Philippinen eher mexikanisch als spanisch geprägt, da die Philippinen bis zur Unabhängigkeit von Mexiko aus regiert wurden und die beiden Länder durch den Galeonenhandel mit Acapulco in regem Austausch standen. Als die Philippinen nach der Unabhängigkeit Mexikos unter direkte spanische Herrschaft kamen, gab es Konflikte zwischen den in den Philippinen geborenen Spaniern (Insulares) und den Spaniern aus Europa (Peninsulares). Nicht wenige Insulares schlugen sich bei der philippinischen Revolution von 1896 auf Seiten der Einheimischen, auch wenn nationalistische Historiker in den Philippinen dies gerne verdrängen.
Für viele alltägliche Begriffe – unter anderem Zeit und Zahlenangaben, Bezeichnungen von Hausabteilen, Haushalts- und Kleidungsartikeln und Fahrzeugteilen – werden spanische Begriffe oder Wörter benutzt. Auch diese wurden teilweise umgewandelt oder entfremdet, erinnern jedoch immer noch sehr an die spanischen Begriffe. Zum Beispiel bedeutet das Wort „siempre“ im Spanischen „immer, ewig“, in den Philippinen wird dieses Wort eher für „natürlich, na klar“ verwendet. Es existieren teilweise eigene Tagalog-Ausdrücke für die oben genannten Begriffe, diese werden jedoch kaum verwendet. Es sind jedoch Bemühungen im Gange, in Anlehnung an den Nationalhelden und Literaten José Rizal, die historisch überlieferte Sprache wiederzubeleben. Von Spaniern gegründete Schulen wie Colegio de San Juan de Letran, University of Santo Tomas, Colegio de Santa Catalina und andere Organisationen, wie zum Beispiel Circulo Cervantino und Casino Español lehren noch Spanisch als Fremdsprache, verwenden allerdings wie alle anderen philippinischen Hochschulen Englisch als Hauptunterrichtssprache.
Namensgebung
Die meisten Filipinos – aber auch Inseln, Landesteile und Ortschaften – tragen als Folge der rund 330 Jahre dauernden spanischen Kolonialzeit spanische Namen. Bis 1849 hatten die meisten Filipinos nur einen Vornamen; einige benannten sich auch nach katholischen Heiligen (zum Beispiel San Pedro, del Pilar, San Buenaventura).
Am 21. November 1849 erließ der spanische Generalgouverneur Narciso Clavería y Zaldúa ein Dekret, das für alle Filipinos Familiennamen obligatorisch machte. Zu diesem Zweck wurde an alle Provinzgouverneure eine alphabetische Liste spanischer Namen verteilt. Die Provinzgouverneure sandten an die Gemeindepfarrer je einen Ausschnitt aus dieser Liste. Die älteste Person jeder Familie konnte dann für die ganze Familie aus dieser Unterliste einen Namen für seine Familie aussuchen. Da durch dieses System Orte nur Namen bekamen, die mit einem bestimmten Buchstaben begannen, kann man aus vielen Namen die lokale Herkunft erkennen. Die Liste, auf die alle philippinischen Familiennamen zurückgehen, ist als Claveria-Liste bekannt. Der Sinn des Dekretes war eine Vereinfachung der Verwaltung, Steuereinnahme und Volkszählung.
Einwohner der Philippinen, die bereits vor dem Claveria-Dekret einen nicht-spanischen Nachnamen hatten, konnten diesen jedoch behalten. Bestimmte Namen wie Cojuangco (Ko Kwan-co), Tanlimco (Tan Lim-co) oder Joson (Ho Sun) deuten auf chinesische Vorfahren, während einige Namen wie Tupas, Gatmaitan, oder Gatbonton alte einheimische Nachnamen sind. Wer beweisen konnte, dass seine Familie bereits seit mindestens vier Generationen einen spanischen Nachnamen verwendete, durfte diesen ebenfalls behalten.

### Musik

#### Einfluss der geografischen Lage
Die Philippinen waren von den kulturellen Entwicklungen auf dem Festland und den Inseln Südostasiens vom frühen Mittelalter bis zur Neuzeit weitgehend abgeschnitten. Die seit den ersten nachchristlichen Jahrhunderten in der Region bedeutenden hinduistischen und buddhistischen Großreiche übten keinen kulturellen Einfluss auf die Philippinen aus. Aus älterer Zeit bestehen vielfache kulturelle Verbindungen zwischen den philippinischen Inseln und dem übrigen Südostasien. Hierzu gehören Formen des Hausbaus, die Kultivierung von Nassreis, die rituelle Kontaktaufnahme mit Ahnengeistern, der Genuss von Betel und die Verwendung von Bambus im Haushalt und für Musikinstrumente. Bis zu zehn Prozent der Einwohner, die sich, abgesehen von der kleinen Minderheit der Negritos, etwa zu gleichen Teilen auf den Norden und den Süden verteilen, haben noch einen Bezug zu einheimischen musikalischen Formen, die überwiegende Mehrheit ist ausschließlich für westliche Musikstile empfänglich. Beim Eintreffen der ersten Spanier besaßen die Philippinen noch eine reiche Instrumental- und Vokalmusiktradition, wie den frühen Reiseberichten – beginnend mit Antonio Pigafetta 1521 – zu entnehmen ist.

#### Indigene Ethnien im Norden
Die älteste philippinische Musiktradition wird im Norden von den Igorot und verwandten Völkern in den Kordilleren Luzons gepflegt. Die für die Unterhaltung verwendeten Musikinstrumente werden fast ausschließlich aus Bambus hergestellt. Manche sind für ein solistisches Spiel, andere für kleine Ensembles vorgesehen. Dazu gehören mehrsaitige Bambusröhrenzithern, die bei den Kalinga und Bontoc kolitong genannt werden, Klappern, Gabelbecken (Ifugao: hangar) und Bambusschlaggabeln (Kalinga: balingbing, Isneg: paginggeng) aus einem geschlitzten Bambusabschnitt, Brettzithern (Ifugao: taddeng) mit drei bis vier Drahtsaiten, Stampfrohre, Xylophone, Rahmenmaultrommeln (Kalinga: ulibao, vom Typ der indonesischen genggong), Nasenflöten und Kernspaltflöten (der indonesischen suling entsprechend). Bei Hochzeiten und Totenritualen treten Chöre mit Vorsänger auf (Ibaloi: badiw), die Kalinga begleiten Friedenszeremonien, welche das Zusammenleben mit benachbarten Ethnien gewährleisten, und Hochzeiten mit formal streng festgelegten, dango und ading genannten Gesangsformen.
Für die zeremonielle Musik und zur Begleitung zeremonieller Tänze werden ausschließlich Flachgongs (gangsa) und gelegentlich lange, hölzerne Röhrentrommeln verwendet. Die gangsa-Musik bildet die strukturelle Grundlage, an der sich die Unterhaltungsmusik orientiert.

#### Muslimische Ethnien im Süden
Vorspanische Musiktraditionen haben sich ansonsten im Süden vorwiegend auf Mindanao, dem Sulu-Archipel, Palawan, Negros und im Westen auf Panay und Mindoro erhalten. Die zweite, von Luzon unabhängige Musiktradition ist durch die Verwendung von Buckelgongs charakterisiert. Sie kam ab dem 14. Jahrhundert zunächst mit muslimischen Seefahrern und Händlern ins Land und ist in den Siedlungsgebieten der muslimischen Bevölkerungsgruppen auf den südlichen Inseln verbreitet. Die kulintang genannten Ensembles mit mehreren waagrecht in einer Reihe gelagerten Buckelgongs (kulintang auch als Name des Instruments), einem senkrecht aufgehängten Buckelgong (agung), einer Vierergruppe Buckelgongs (gandingan) und einer Bechertrommel (dabakan) sind besonders mit dem indonesischen gamelan verwandt. Das kulintang spielt die Melodie, während die anderen Gongs und die Trommel einen Rhythmus ergänzen.
Weit verbreitet im Süden ist die Bambusmaultrommel kubing, daneben kommen Bambusschlitztrommeln und Bambusxylophone vor. Zu den Saiteninstrumenten im Süden gehören die zweisaitige Bootslaute kutiyapi (formverwandt mit der sape in Borneo, namensverwandt mit der javanischen kacapi), mehrere Bambusröhrenzithern und eine einsaitige Fiedel, die regional durch eine abgewandelte europäische Violine (wie in Indonesien biola) ersetzt wurde. Die muslimischen Ethnien pflegen zahlreiche, häufig melismatische Gesangsstile, darunter die epischen Gesänge baat und darangan sowie Liebeslieder (bayok).

#### Europäisch-amerikanisch beeinflusste Musik
Die am weitesten verbreitete Volksmusiktradition geht auf den Einfluss christlicher Missionare und die annähernd vier Jahrhunderte andauernde spanische Kolonialherrschaft zurück. Hierdurch wurden vielerorts einheimische Musikstile völlig verdrängt. Die Missionare führten das Orgel-, Gitarren- und Flötenspiel ein. Hinzu kamen spanische Unterhaltungstänze. Ende des 19. Jahrhunderts wurden nach europäischem Vorbild Musikschulen, Sinfonieorchester und Chöre gegründet. Regional werden heute Ensembles mit Gitarren und Gesang (in den Visayas) oder mit Flöten und Trommeln (in der Ilocos-Region) bevorzugt. In der Tagalog-Sprachregion sind die typisch spanischen Zupfinstrumentenensembles rondalla – in der Standardbesetzung bandurria, octavina (kleine Gitarre), laúd, guitarra (Gitarre) und bajo (viersaitige Bassgitarre) – und die Blechblaskapellen banda beliebt. Hinzu kommen zu christlichen Festtagen gehörende Musik- und Gesangsformen (pasyon, epischer Gesang über das Leben Christi).
Ein besonders geschätztes Liebesliedgenre in der Sprache Tagalog, das Anfang des 20. Jahrhunderts entstand, heißt kundiman. Es geht vor allem auf die beiden Komponisten Nicanor Abelardo (1893–1934) und Francisco Santiago (1889–1947) zurück.
Die Vorbilder der modernen Popmusik stammen hauptsächlich aus den Vereinigten Staaten. In der amerikanischen Zeit (1898–1946) wurden neben europäischer Klassik auch Jazz und amerikanischer Folk eingeführt. Seit den 1960er Jahren ist die nationale Rockmusikvariante Pinoy rock äußerst beliebt. Einige bekannte philippinische Popmusiker sind Freddie Aguilar, Pilita Corrales, Grace Nono, Imelda Papin, Lea Salonga, Randy Santiago, Gary Valenciano („Gary V“) und der in den Vereinigten Staaten lebende Rapper apl.de.ap.
In Manila und den größeren Städten finden Konzerte mit sinfonischer und anderer westlich-klassischer Musik statt. Zu den führenden klassischen Komponisten der Philippinen gehören Antonio Buenaventura (1904–1996), Rodolfo Soldevilla Cornejo (1909–1991), Lucrecia Kasilag (1917–2008), Felipe Padilla de Leon (1912–1992), Eliseo M. Pajaro (1915–1984), Hilarion Rubio y Francesco (1902–1985), Lucinio Tino Sacramento (1908–1984), Ramon Tapales (1906–1995), Rosendo E. Santos (1922–1994) und Amada Santos Ocampo (1925–2009).

### Film
Schauspieler oder Regisseure mit ganz oder teilweise philippinischer Abstammung sind Lino Brocka, Rob Schneider, Vanessa Minnillo, Dante Basco, Tia Carrere, Lou Diamond Phillips, Bob Morley, Vanessa Hudgens, Lav Diaz und Brillante Mendoza.

### Philippinische Küche
Die philippinische Küche vereinigt spanisch-mexikanische, chinesische, indische, japanische und amerikanische Einflüsse, die auf die Regionalküchen der unterschiedlichen ethnischen Gruppen der Philippinen gewirkt haben.

### Feste
In den Philippinen gibt es jährlich viele Feste, unter anderem das Barrio Fiesta und Fiesta de Sandugo. Jede Gegend hat ihre eigenen Feste, die häufig mit Paraden und Feuerwerken zu Ehren des bzw. der lokalen Heiligen begangen werden.
In vorspanischer Zeit kamen viele hinduistische und buddhistische Elemente auf die Philippinen, da die Philippinen unter dem Einfluss der Sri-Vijaya- und Majapahit-Reiche standen. Infolge der 333 Jahre dauernden Kolonisation durch die Spanier flossen auch viele spanische und mexikanische Traditionen in die Kultur mit ein, und nach 1898 kamen zusätzlich noch amerikanische Einflüsse auf die Insel. Etwa 60 % der philippinischen Traditionen und Bräuche haben trotz der jahrhundertelangen Fremdherrschaft ihren Ursprung in vorspanischer Zeit.
Ein wichtiges Fest ist Flores de Mayo (Maiblumen), das das Ende der heißen Trockenzeit und den Beginn der Regenzeit feiert, ein für die Landwirtschaft wichtiger Zeitpunkt.
Die christlichen Feiertage werden ausgiebig gefeiert, allerdings ganz anders als in Europa. Zu Allerheiligen und Allerseelen kampieren Familienangehörige in den Friedhöfen, es herrscht eher Partystimmung als Trauer, da man den Toten eine Freude machen möchte. Weihnachten in den Philippinen wird vom 16. Dezember an gefeiert, es gibt bis zum 24. Dezember Messen um 4 Uhr morgens, misa de gallo (Hahnenmesse) genannt. Der Beginn der Weihnachtssaison ist am 1. September. Die Bescherung von Kindern durch ihre Taufpaten erfolgt nach spanischer Tradition erst am 6. Januar (Dreikönigstag). In Manila findet am 9. Januar das Fest des Schwarzen Nazareners statt, bei dem Mitglieder von örtlichen Gangs zur Buße eine schwere Statue des „schwarzen Christus“ durch die Straßen tragen. Bei dieser Prozession dürfen nur Männer zugegen sein. In der Karwoche steht das öffentliche Leben still, am Karfreitag und Karsamstag sind Kinos geschlossen. Einige Männer lassen sich am Karfreitag zur Buße ans Kreuz nageln, ein Brauch, der von der offiziellen katholischen Kirche nicht gerne gesehen wird.
Weitere lokale Feste sind das Ati-Atihan-Fest in Kalibo, Aklan, bei der die Eroberung der Insel und die Verdrängung der Negritos oder Ati-Stämme gefeiert wird; das Santo Nino (Christkind)-Fest in Cebu, bei der die Christianisierung der Insel gefeiert wird; oder das Penafrancia-Fest in Bikol, bei dem es zu großen Flussprozessionen kommt.
Ein großes einwöchiges Fest ist das Kadayawan in Davao City. Dort treten in den Shoppingmalls berühmte philippinische Stars und Sänger auf, und am Wochenende gibt es eine große Parade (Vogelfest) mit festlich geschmückten Wagen. Am Ende wählt eine Jury den schönsten Festwagen.

### Erzählungen

#### Legenden
Zu den ältesten überlieferten Geschichten auf dem Gebiet der Philippinen gehört die Legende um Das Leben des Lam-Ang.
Andere bekannte populäre Legenden in den Philippinen sind die Geschichte um die Prinzessin Urduja, die Maragtas-Legende und die Legende um das Gesetzbuch von Kalantiaw; diese Legenden gehören zur Pflichtlektüre in den Schulen, auch wenn es eine Kontroverse um deren Authentizität gibt.

#### Mythologie
Die philippinische Mythologie ist eine Sammlung von Geschichten über magische Wesen und Geschöpfe. Trotz starker Verwestlichung und Christianisierung glauben viele Filipinos immer noch an die Existenz solcher Wesen, besonders in den Provinzen. Es gibt auch Berichte von Sichtungen, die aber oft unbestätigt blieben.
Da das Land aus vielen Inseln besteht und von vielen ethnischen Gruppen bewohnt wird, ist die philippinische Mythologie sehr zersplittert. Es gibt jedoch Gemeinsamkeiten unter diesen Gruppen wie den Glauben an Himmel (Kaluwalhatian oder Kalangitan), Hölle (Kasanaan) und die menschliche Seele (kaluluwa).
- Aswang: Aswang, die wohl berühmteste mythologische Gestalt der Philippinen, ist ein leichenfressender Ghul und kann – ähnlich dem europäischen Werwolf – die Gestalt eines Tieres annehmen. Tagsüber nehmen Aswangs die Gestalt eines Menschen oder eines Tieres (meist einer Fledermaus oder eines Schweines) an. Nachts erscheinen sie bei Vollmond um Mitternacht, um Jagd auf nichtsahnende schlafende Menschen zu machen. Besonders populär ist der Mythos des Aswang in Cadiz und in Duenas, Iloilo.
- Dila: Dila ist die Zunge eines Geistes. Dilas dringen durch den Bambusfußboden ländlicher Häuser ein und lecken bestimmte Menschen zu Tode.
- Diwatas und Engkatos: Diwatas oder Feen sollen in großen Bäumen wie Akazien und Baletes leben. Sie sind die Schutzgeister der Natur und bringen Segen oder Verderben über die, die Wäldern und Bergen wohltun oder schaden. Eine berühmte solche Diwata ist Maria Makiling, die Wächterin des Berg Makiling in der Provinz Laguna. Engkantos (auch Encantos geschrieben) oder männliche Feen leben hauptsächlich im Meer. Unter philippinischen Fischern ist es Brauch, nach einem guten Fang Fleisch und andere Delikatessen als Opfer für die Engkantos ins Meer zu werfen.

In anderen Landesteilen entsprechen Diwatas den griechischen Göttern und Göttinnen. Zu den bekanntesten Diwatas gehören: Bathala (auch bekannt als Kabunian, Malayari und Lumawig), Herrscher des Himmels; Amanikable, Herrscher über die Meere; Dian Masalanta. Göttin der Liebe; Apolake (oder Adlaw), Sonnengott; Mayari (oder in anderen Gebieten Bulan), Mondgöttin; Tala. Göttin der Sterne; und Anitan. Wächter der Blitze.
- Dwende: Dwende ist das spanische Wort für Zwerg. Dwendes leben häufig in Häusern oder auf Bäumen in ländlichen Gebieten. Je nachdem, wie man sie behandelt, bringen sie Unheil oder Glück. Filipinos lassen oft Speisen auf dem Fußboden zurück, damit die Dwendes, die das Haus bewohnen (oder, wie sie sagen, beschützen), nicht beleidigt sind, sondern dem Haus Segen bringen. Es gibt auch Dwendes, die in Ameisenhügeln leben, und wenn man an einen Ameisenhügel kommt, bittet man um ihre Erlaubnis, vorbeigehen zu dürfen.
- Kapre: Kapre, ein großer und dunkler Riese, bewohnt Wälder.
- Manananggal: Eine Manananggal ist eine Zauberin, die ihren Körper in zwei Teile teilen kann. Am Rücken trägt sie Fledermausflügel. Kopf und Oberkörper durchstreifen das Land und fressen bettlägerige und kranke Menschen. Wird die untere Hälfte ihres Körpers mit Asche und Salz bestreut, kann ihr Kopf nicht zurückkehren, und sie wird endgültig vernichtet. Manchmal wird sie mit einem Aswang verwechselt oder gleichgestellt.
- Mangkukulam: Mangkukulam ist eine Hexe. Auf den Visayas wird sie Mambabarang genannt.
- Matruculan: Matruculan dringt in das Haus einer Jungfrau ein und schwängert sie. Nach einer anderen Version tötet der Matruculan eine werdende Mutter, öffnet ihren Leib und frisst den Fötus. Zur Abwehr durchschneidet der Ehemann während der Wehen die Luft mit seiner Axt. Der Glaube an Matruculan ist heute nicht mehr so weitverbreitet wie in der spanischen Zeit.
- Multo: Multo, das Wort für Geist auf Tagalog, kommt vom spanischen muerto (deutsch: Toter). Filipinos glauben, dass ein Multo, oft der Geist eines verstorbenen Verwandten, sie regelmäßig besucht. Das Wort für den Besuch eines Multo heißt minumulto oder dinadalaw.
- Nuno sa Punso: Der Nuno sa Punso bewohnt kleine Hügel im Boden. Deshalb sagen Filipinos „makikiraan lang po“ („Entschuldigung bitte“), wenn sie an einem Buckel im Boden vorbeigehen, um den Nuno nicht zu beleidigen. Oft werden sie mit den Dwende durcheinandergebracht.
- Putol na Kamay: Putol na Kamay leben häufig in Briefkästen oder Schränken in ländlichen Häusern. Der Name bedeutet „abgeschnittene Hand“.
- Santelmo: Santelmo (vom spanischen „Fuego de San Telmo“, deutsch: Elmsfeuer) ist ein Feuerball, der vor allem in den Bergen der Sierra Madre von Dutzenden Filipinos gesehen wurde. Wissenschaftlich werden diese Erscheinungen durch atmosphärische elektrische Felder erklärt, die bei herannahenden Gewitterfronten auftreten und sich an hohen, spitzen Gegenständen als Elmsfeuer entladen. Berichte über Sichtungen gab es schon in der spanischen Ära (16. bis 19. Jahrhundert). Besonders von Seeleuten wurde Elmsfeuer an Schiffsmasten beobachtet. Auch im Gebirge kann dieses Phänomen an Bergspitzen beobachtet werden.
- Sirena und Siyokoy: Eine Sirena (deutsch: Sirene) ist eine Meerjungfrau. Vor allem Fischer aus den Städten am Pazifik berichteten oft von Sirenen am Strand. Siyokoy ist das männliche Gegenstück der Sirene. Er hat eine braune geschuppte Haut ähnlich der der Fische und Kiemenschlitze.
- Tikbalang: Ein Tikbalang ist ein Wesen mit dem Kopf eines Pferdes und dem Körper eines Menschen.
- Tiyanak: Nach dem Glauben der Filipinos ist ein Tiyanak der Nachkomme einer Frau und eines Dämons (vergleiche Wechselbalg). Ein Tiyanak kann auch ein abgetriebener Fötus sein, der zum Leben erwacht und Unglück über die Mutter bringt. Er wird als haarlos mit roter Haut und glühenden Augen beschrieben.
- Thanbucha: Nach dem Glauben der Filipinos ist ein Thanbucha der Nachkomme eines Mannes und eines Lustmolchs. Ein Thanbucha kann auch ein abgetriebener Fötus sein, der zum Leben erwacht und Unglück über die Mutter bringt. Er wird als haarlos mit roter Haut und glühenden Augen beschrieben. Uneheliche Kinder werden direkt nach der Geburt ertränkt.

### Sport

#### Ballsportarten, Leichtathletik, Schwimmen und Boxen
Zu den beliebtesten Sportarten gehören Basketball, Boxen und Poolbillard. Die philippinischen Basketballspieler wurden 1960, 1963, 1967, 1973 und 1986 fünfmal asiatischer Meister. Der aktuell bekannteste philippinische Sportler ist der mehrfache Boxweltmeister Manny Pacquiao. Bekannt ist auch der griechisch-philippinische Wrestler Dave Batista und der Poolbillardspieler Efren Reyes.
An den Olympischen Spielen 1932 in Los Angeles beteiligten sich ein Hochspringer (Simeon Toribio), zwei Schwimmer und vier Boxer. Wobei Toribio sowie der Schwimmer José Villanueva und der Bantamgewichtler Teofilo Yldefonso jeweils eine Bronzemedaille gewannen.

#### Kampfkunst
Die waffenlastigen Formen Arnis, Kali und Eskrima, sowie ein dem Kickboxen ähnlicher Kampfstil, das Sikaran, haben ihren Ursprung in den Philippinen. Sie sind weithin bekannt für effektive, letale Messertechniken und extrem schnelle Doppelstockformen. Weniger bekannt sind Panantukan, ein philippinischer Boxstil, sowie Dumog, das Pendant zum Ringen.

#### Tauchen
Der Tauchsport in den Philippinen hat seinen Ursprung in Anilao im Süden von Luzon. Expats und Philippinos meist aus dem nahegelegenen Manila erkundeten die Unterwasserwelt an Wochenenden. Heute findet man internationale Tauchbasen und Resorts über den ganzen Archipel verteilt. Puerto Galera auf Mindoro war und ist bis heute eine Taucherhochburg. In den Visayas konzentrieren sich die Tauchaktivitäten größtenteils auf Bohol, Moalboal und die Region um Dumaguete. Coron im Norden Palawans ist bei Wrack-Tauchern ebenso beliebt wie die Subic-Bucht im Westen Luzons. Hier kann man verschiedenen Wracks aus dem Zweiten Weltkrieg betauchen. Tauchsafaris werden auch in den Philippinen immer beliebter. Die Ziele sind unter anderem das Tubbataha-Riff in der Sulu Sea und das nördlich von Mindoro liegende Apo-Riff. Die Philippinen liegen im Korallendreieck und weisen eine überdurchschnittliche Artenvielfalt auf. Seit Jahren wird in vielen Gebieten erfolgreich gegen Dynamit- und Cyanidfischerei angekämpft. Die meisten Tauchplätze befinden sich küstennah und sind in wenigen Minuten von der jeweiligen Basis aus per Boot zu erreichen.
Die Tauchausbildung erfolgt meist nach PADI-Richtlinien. Es werden aber auch anderen Brevets von internationalen Tauchorganisationen anerkannt. Die meisten Tauchbasen verwenden den nach ISO 12209-3 genormter INT-Druckluftflaschen-Anschluss, das Mitbringen eines Adapters für den in Europa verbreiten DIN-Anschluss ist daher ratsam.

#### Inklusion
Special Olympics Philippinen nahm mehrmals an Special Olympics Weltspielen teil.

### Sehenswürdigkeiten

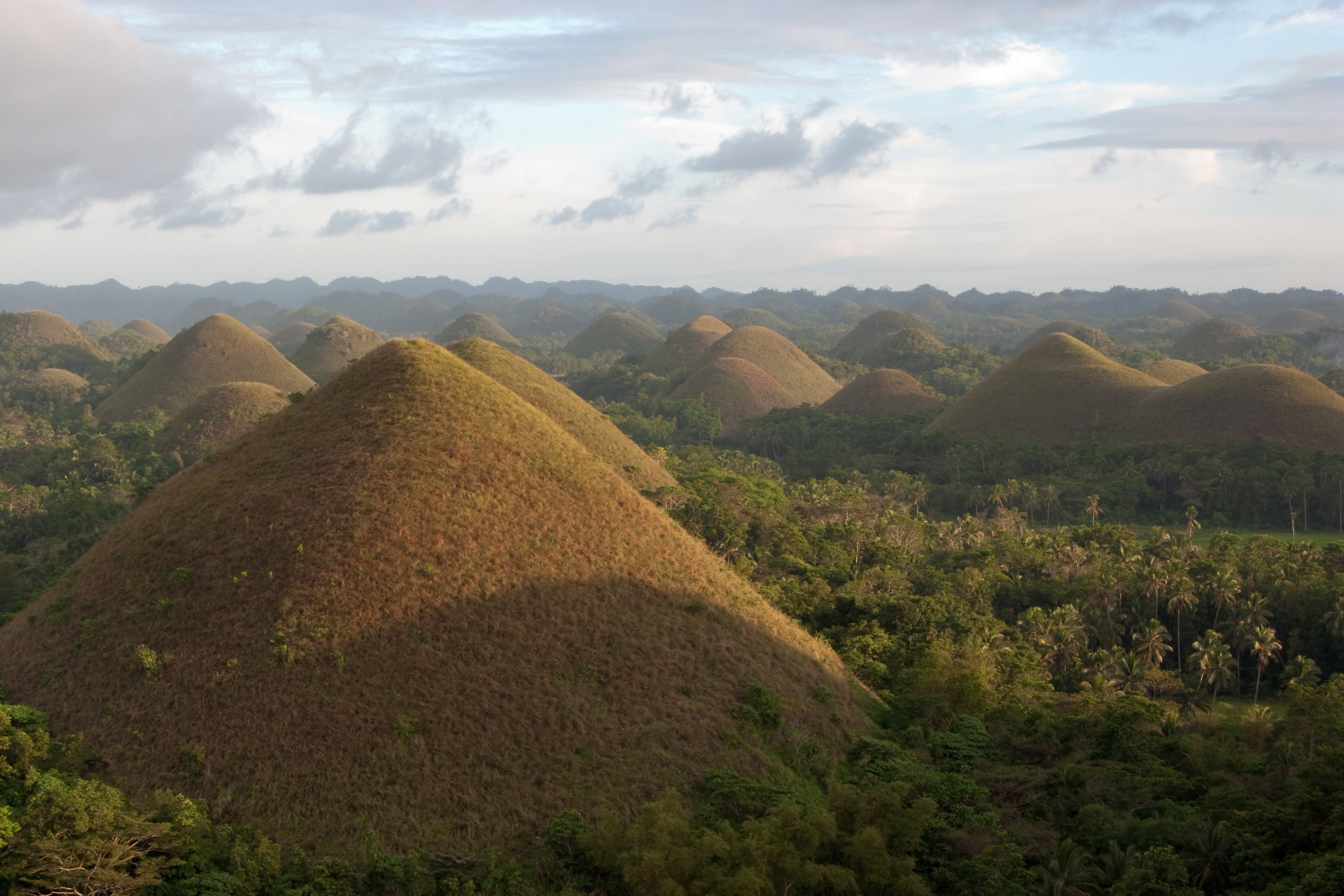
Chocolate Hills

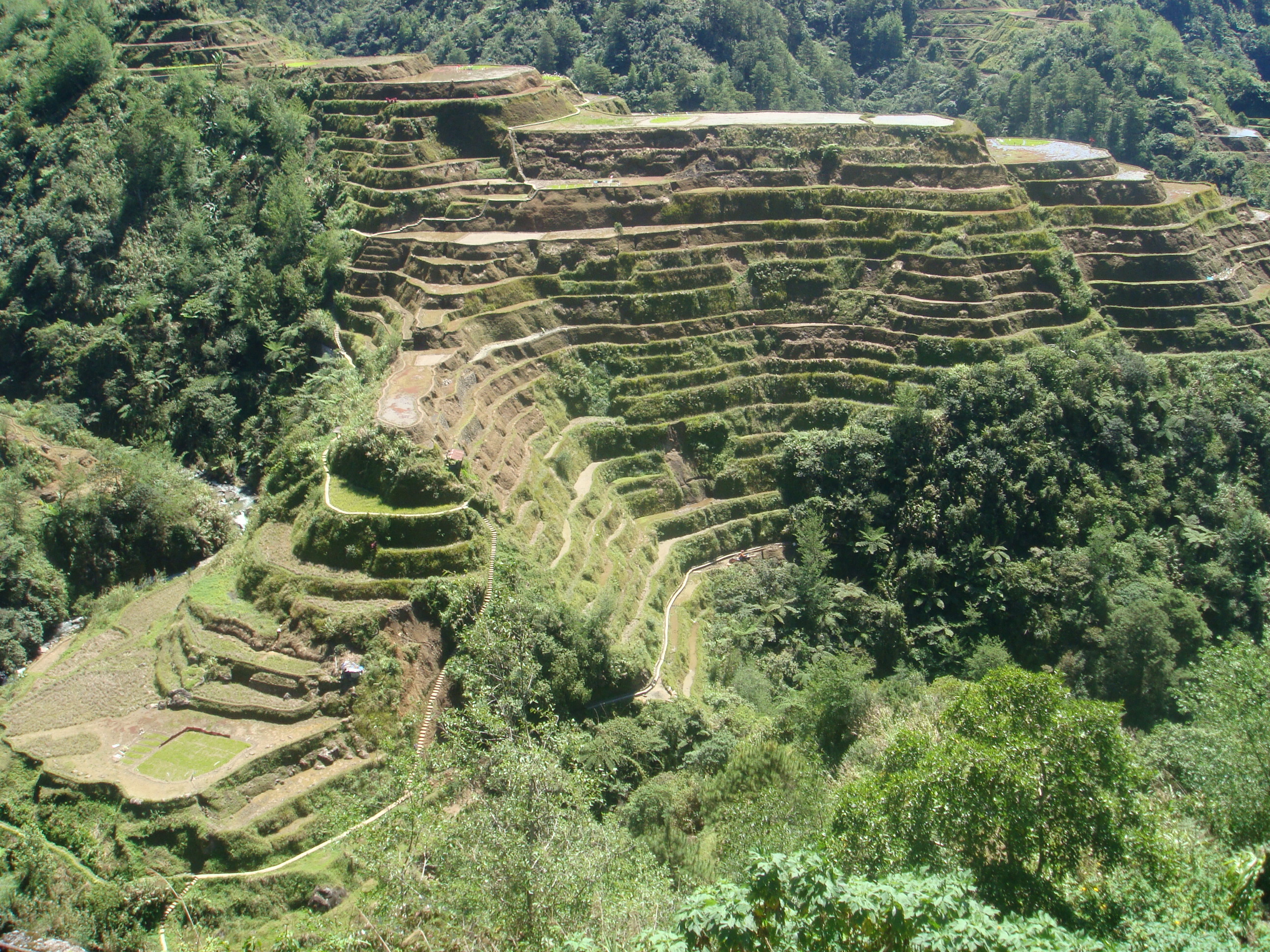
Reisterrassen von Banaue

Auf Luzon befinden sich die berühmten Reisterrassen von Banaue und Batad sowie die Vulkane Pinatubo, Taal und Mayon (den viele als den schönsten Vulkan der Welt ansehen, da er sich als nahezu perfekter Kegel aus einer flachen Ebene erhebt). Etwa zwei Stunden von Manila entfernt in der Provinz Laguna liegen die berühmten Pagsanjan-Wasserfälle. Bemerkenswert sind ebenso die vielen Strände, die die Küsten der Philippinen bieten.
Wichtige Sehenswürdigkeiten gehören zum Weltkultur- oder Naturerbe, wie die Barock-Kirchen auf den Philippinen San Agustín in der spanischen Stadtfestung Intramuros und in Paoay und Miagao. Weitestgehend unbekannt ist die historische spanische Altstadt von Vigan. Historisch bedeutende Sakralbauten sind die Kathedrale von Malolos und die Kathedrale von Manila. Der einzige Kirchenbau in Asien, dessen Fassade komplett aus Stahl im neugotischen Baustil erbaut wurde, ist die Basílica de San Sebastián. Eines der wenigen Gebäude in Asien, das im Stil des Art déco errichtet wurde, ist das Gebäude des Manila Metropolitan Theaters. Von großer nationaler Bedeutung ist der Rizal-Park. Außerhalb von Manila befindet sich die 1773 erbaute Barockkirche in Daraga, Provinz Albay (Our Lady of the Gate Parish Church), die im Jahr 2007 zum nationalen Kulturguterbe erklärt wurde. Die Kirche steht auf einem Berghügel in der Stadtgemeinde Daraga, von dem man einen Panoramablick auf den bekannten Vulkan Mayon hat.
Es finden sich zahlreiche Spanische Festungen auf den Philippinen, die zum Teil gut erhalten sind. Auf Bohol befinden sich die Chocolate Hills, die in ihrer Form an die Toblerone-Schokolade erinnern und zum National Natural Monument erklärt wurden. Insgesamt wurden 1268 Hügel in dieser Form in dem Gebiet gezählt. In Cebu City zählt der daoistische Tempel zu den architektonischen Glanzstücken.
Zwei weltweit unter Sporttauchern bekannte Korallenriffe sind das Tubbataha-Riff in der Sulu-See und das Apo-Riff in der Mindoro-Straße. Das größte Korallenriff der Philippinen ist jedoch das weitgehend unbekannte Doppelriff Caubyan und Calituban. In den Nationalparks und Naturschutzgebieten werden immer wieder neue Tier- und Pflanzenarten entdeckt, wie zum Beispiel im Northern Sierra Madre Natural Park. Der bekannteste Nationalpark ist der Puerto-Princesa-Subterranean-River-Nationalpark, in dem sich der längste unterirdische Fluss der Welt befindet.

## Listen von Inseln, Inselgruppen, Nationalparks und Naturschutzgebieten

### Inseln und Inselgruppen
Das Staatsgebiet der Philippinen umfasst ca. 7100 Inseln, davon haben circa 460 eine Fläche von mehr als 2,6 Quadratkilometern. Die elf Hauptinseln sind Luzon, Mindanao, Samar, Negros, Palawan, Panay, Mindoro, Leyte, Cebu, Bohol und Masbate. 

### Nationalparks und Naturschutzgebiete
Inselgruppe Luzon:
Mindoro und Palawan:
Inselgruppe der Visayas:
Inselgruppe Mindanao: